# CONCACAF Nations League 2024/25
De CONCACAF Nations League 2024–25 is het derde seizoen van deze landencompetitie, een internationale voetbalcompetitie voor landen die lid zijn van de CONCACAF. Het toernooi duurt van september 2024 tot en met de finales in maart 2025.
Het toernooi is opgedeeld in drie divisies. Welke landen deelnemen aan welke divisie hangt af van het resultaat in de vorige editie. De hoogst gekwalificeerde landen nemen deel aan divisie A, daarna volgen B en C. Er doen in totaal 41 landen mee.

## Format
Het format is vergeleken met de vorige editie hetzelfde: 
- Divisie A (16 landen): De vier beste landen, volgens de ranking van de CONCACAF, krijgen een bye naar de kwartfinale. De overige twaalf landen spelen eerst in een groepsfase waarbij er twee groepen van zes landen zijn, ingedeeld volgens het Zwitsers systeem. Ieder landen speelt vier wedstrijden, een uit- en een thuiswedstrijd. De twee beste landen gaan door naar de kwartfinale.

- Divisie B (16 landen): De landen worden verdeeld in vier groepen van vier landen. Ieder land speelt zes wedstrijden. De wedstrijden worden gespeeld op één centrale plek. In iedere speelmaand een andere locatie. Dus drie locaties: één in september, één in oktober en één in november.

- Divisie C (9 landen): De landen worden verdeeld in drie groepen drie landen. Ieder land speelt vier wedstrijden. De wedstrijden worden gespeeld op één centrale plek. In iedere speelmaand een andere locatie. Dus twee locaties: één in september en één in oktober.

## Tijdschema
| Ronde                     | Ronde          | Ronde                  | Data                |
| Divisie A                 | Divisie B      | Divisie C              | Data                |
| ------------------------- | -------------- | ---------------------- | ------------------- |
| Wedstrijddag 1            | Wedstrijddag 1 | Wedstrijddag 1         | 2–10 september 2024 |
| Wedstrijddag 2            | Wedstrijddag 2 | Wedstrijddag 2         | 2–10 september 2024 |
|                           |                | Wedstrijddag 3         | 2–10 september 2024 |
| Wedstrijddag 3            | Wedstrijddag 3 | Wedstrijddag 4         | 7–15 oktober 2024   |
| Wedstrijddag 4            | Wedstrijddag 4 | Wedstrijddag 5         | 7–15 oktober 2024   |
|                           |                | Wedstrijddag 6         | 7–15 oktober 2024   |
| Kwartfinale, 1e wedstrijd | Wedstrijddag 5 | Play-off, 1e wedstrijd | 11–19 november 2024 |
| Kwartfinale, 2e wedstrijd | Wedstrijddag 5 | Play-off, 2e wedstrijd | 11–19 november 2024 |
| Halve finale              |                |                        | 20 maart 2025       |
| Troostinfinale            | 23 maart 2025  |                        |                     |
| Finale                    | 23 maart 2025  |                        |                     |

## Deelnemende landen
De 41 landen die lid zijn van de CONCACAF worden verdeeld in drie divisies. Bij de verdeling over deze divisies is gekeken naar het resultaat van de vorige editie. In divisies A krijgen de vier beste landen een bye naar de kwartfinale.
| Pot | Team               | Pnt.  | Rank |
| --- | ------------------ | ----- | ---- |
| Q   | Mexico             | 1.907 | 1    |
| Q   | Verenigde Staten   | 1.849 | 2    |
| Q   | Panama             | 1.737 | 3    |
| Q   | Canada             | 1.710 | 4    |
| 1   | Jamaica            | 1.677 | 5    |
| 1   | Costa Rica         | 1.621 | 6    |
| 2   | Honduras           | 1.431 | 7    |
| 2   | Guatemala          | 1.395 | 9    |
| 3   | Trinidad en Tobago | 1.344 | 10   |
| 3   | Martinique         | 1.322 | 11   |
| 4   | Cuba               | 1.158 | 13   |
| 4   | Guadeloupe         | 1.119 | 15   |
| 5   | Nicaragua          | 1.112 | 16   |
| 5   | Suriname           | 1.070 | 17   |
| 6   | Frans-Guyana       | 1.058 | 18   |
| 6   | Guyana             | 1.054 | 19   |

| Pot | Team                           | Pnt.  | Rank |
| --- | ------------------------------ | ----- | ---- |
| 1   | Haïti                          | 1.409 | 8    |
| 1   | El Salvador                    | 1.230 | 12   |
| 1   | Curaçao                        | 1.134 | 14   |
| 1   | Dominicaanse Republiek         | 933   | 20   |
| 2   | Bermuda                        | 854   | 21   |
| 2   | Puerto Rico                    | 849   | 22   |
| 2   | Montserrat                     | 815   | 23   |
| 2   | Saint Lucia                    | 798   | 24   |
| 3   | Grenada                        | 774   | 26   |
| 3   | Saint Vincent en de Grenadines | 769   | 27   |
| 3   | Antigua en Barbuda             | 768   | 28   |
| 3   | Aruba                          | 641   | 30   |
| 4   | Dominica                       | 638   | 31   |
| 4   | Bonaire                        | 590   | 32   |
| 4   | Sint-Maarten                   | 522   | 34   |
| 4   | Sint Maarten                   | 487   | 35   |

| Pot | Team                        | Pnt. | Rank |
| --- | --------------------------- | ---- | ---- |
| 1   | Saint Kitts en Nevis        | 779  | 25   |
| 1   | Belize                      | 737  | 29   |
| 1   | Barbados                    | 558  | 33   |
| 2   | Bahama's                    | 479  | 36   |
| 2   | Kaaimaneilanden             | 393  | 37   |
| 2   | Turks- en Caicoseilanden    | 324  | 38   |
| 3   | Britse Maagdeneilanden      | 207  | 39   |
| 3   | Amerikaanse Maagdeneilanden | 155  | 40   |
| 3   | Anguilla                    | 150  | 41   |

## Groepen en wedstrijden

### Loting
De loting voor de groepsfase van het toernooi werd gehouden op 6 mei 2024 om 19:00 (UTC−4) in Miami, Verenigde Staten. Bij de loting werden de landen uit de divisie verdeeld in een aantal potten en daarna verdeeld over 2 groepen (divisie A), vier groepen (divisie B) en drie groepen (divisie C).

### League A

#### Groep A
| Pos | Team       | Wed | W | G | V | Ptn | DV | DT | +/− | Kwalificatie of degradatie         |  | Vlag van Costa Rica | Vlag van Suriname | Vlag van Guatemala | Vlag van Martinique | Vlag van Guadeloupe | Vlag van Guyana |
| --- | ---------- | --- | - | - | - | --- | -- | -- | --- | ---------------------------------- |  | ------------------- | ----------------- | ------------------ | ------------------- | ------------------- | --------------- |
| 1   | Costa Rica | 4   | 2 | 2 | 0 | 8   | 7  | 1  | +6  | Kwartfinale                        |  | —                   | —                 | 3 – 0              | —                   | 3 – 0               | —               |
| 2   | Suriname   | 4   | 2 | 1 | 1 | 7   | 9  | 4  | +5  | Kwartfinale                        |  | 1 – 1               | —                 | —                  | —                   | —                   | 5 – 1           |
| 3   | Guatemala  | 4   | 2 | 1 | 1 | 7   | 6  | 5  | +1  | Gold Cup 2025 kwalificatietoernooi |  | 0 – 0               | —                 | —                  | 3 – 1               | —                   | —               |
| 4   | Martinique | 4   | 1 | 2 | 1 | 5   | 4  | 5  | −1  | Gold Cup 2025 kwalificatietoernooi |  | —                   | —                 | —                  | —                   | 0 – 0               | 2 – 2           |
| 5   | Guadeloupe | 4   | 1 | 1 | 2 | 4   | 1  | 4  | −3  | Divisie B en play-off              |  | —                   | 1 – 0             | —                  | 0 – 1               | —                   | —               |
| 6   | Guyana     | 4   | 0 | 1 | 3 | 1   | 5  | 13 | −8  | Divisie B en play-off              |  | —                   | 1 – 3             | 1 – 3              | —                   | —                   | —               |

|                                |                                     |         |            |                                                                        |
| 5 september 2024 18:00 (UTC−6) | Costa Rica                          | 3 – 0   | Guadeloupe | Stadion: Estadio Nacional, San José Scheidsrechter: Katia García (MEX) |
| 5 september 2024 18:00 (UTC−6) | Calvo 50' Lassiter 77' Madrigal 80' | Verslag |            | Stadion: Estadio Nacional, San José Scheidsrechter: Katia García (MEX) |
| 5 september 2024 18:00 (UTC−6) |                                     |         |            | Stadion: Estadio Nacional, San José Scheidsrechter: Katia García (MEX) |
| 5 september 2024 18:00 (UTC−6) |                                     |         |            | Stadion: Estadio Nacional, San José Scheidsrechter: Katia García (MEX) |
|                                |                                     |         |            |                                                                        |

|                                |                    |         |                                           |                                                                                              |
| 5 september 2024 16:00 (UTC−4) | Guyana             | 1 – 3   | Suriname                                  | Stadion: Synthetic Track and Field Facility, Leonora Scheidsrechter: Christopher Mason (JAM) |
| 5 september 2024 16:00 (UTC−4) | Glasgow 43' (pen.) | Verslag | 18' Van der Kust 66' Montnor 83' Misidjan | Stadion: Synthetic Track and Field Facility, Leonora Scheidsrechter: Christopher Mason (JAM) |
| 5 september 2024 16:00 (UTC−4) |                    |         |                                           | Stadion: Synthetic Track and Field Facility, Leonora Scheidsrechter: Christopher Mason (JAM) |
| 5 september 2024 16:00 (UTC−4) |                    |         |                                           | Stadion: Synthetic Track and Field Facility, Leonora Scheidsrechter: Christopher Mason (JAM) |
|                                |                    |         |                                           |                                                                                              |

|                                |                                          |         |            | |
| 5 september 2024 20:00 (UTC−6) | Guatemala                                | 3 – 1   | Martinique | Stadion: Estadio Nacional Doroteo Guamuch Flores, Guatemala-Stad Scheidsrechter: José Torres (PUR) |
| 5 september 2024 20:00 (UTC−6) | Rubín 3' Pinto 61' (pen.) Martínez 90+5' | Verslag | 51' Appin  | Stadion: Estadio Nacional Doroteo Guamuch Flores, Guatemala-Stad Scheidsrechter: José Torres (PUR) |
| 5 september 2024 20:00 (UTC−6) |                                          |         |            | Stadion: Estadio Nacional Doroteo Guamuch Flores, Guatemala-Stad Scheidsrechter: José Torres (PUR) |
| 5 september 2024 20:00 (UTC−6) |                                          |         |            | Stadion: Estadio Nacional Doroteo Guamuch Flores, Guatemala-Stad Scheidsrechter: José Torres (PUR) |
|                                |                                          |         |            | |

|                                |           |       |            | |
| 9 september 2024 20:00 (UTC−6) | Guatemala | 0 – 0 | Costa Rica | Stadion: Estadio Nacional Doroteo Guamuch Flores, Guatemala-Stad Scheidsrechter: Daniel Quintero (MEX) |
| 9 september 2024 20:00 (UTC−6) | Verslag   |       |            | Stadion: Estadio Nacional Doroteo Guamuch Flores, Guatemala-Stad Scheidsrechter: Daniel Quintero (MEX) |
| 9 september 2024 20:00 (UTC−6) |           |       |            | Stadion: Estadio Nacional Doroteo Guamuch Flores, Guatemala-Stad Scheidsrechter: Daniel Quintero (MEX) |
| 9 september 2024 20:00 (UTC−6) |           |       |            | Stadion: Estadio Nacional Doroteo Guamuch Flores, Guatemala-Stad Scheidsrechter: Daniel Quintero (MEX) |
|                                |           |       |            | |

|                                |              |         |          |                                                                       |
| 9 september 2024 16:00 (UTC−4) | Guadeloupe   | 1 – 0   | Suriname | Stadion: Stade Roger Zami, Le Gosier Scheidsrechter: Reon Radix (GRN) |
| 9 september 2024 16:00 (UTC−4) | Leborgne 67' | Verslag |          | Stadion: Stade Roger Zami, Le Gosier Scheidsrechter: Reon Radix (GRN) |
| 9 september 2024 16:00 (UTC−4) |              |         |          | Stadion: Stade Roger Zami, Le Gosier Scheidsrechter: Reon Radix (GRN) |
| 9 september 2024 16:00 (UTC−4) |              |         |          | Stadion: Stade Roger Zami, Le Gosier Scheidsrechter: Reon Radix (GRN) |
|                                |              |         |          |                                                                       |

|                                |                         |         |                |                                                                                    |
| 9 september 2024 16:00 (UTC−4) | Martinique              | 2 – 2   | Guyana         | Stadion: Stade Pierre-Aliker, Fort-de-France Scheidsrechter: Kwinsi Williams (TRI) |
| 9 september 2024 16:00 (UTC−4) | Labeau 45+2' Varane 86' | Verslag | 14', 24' Jones | Stadion: Stade Pierre-Aliker, Fort-de-France Scheidsrechter: Kwinsi Williams (TRI) |
| 9 september 2024 16:00 (UTC−4) |                         |         |                | Stadion: Stade Pierre-Aliker, Fort-de-France Scheidsrechter: Kwinsi Williams (TRI) |
| 9 september 2024 16:00 (UTC−4) |                         |         |                | Stadion: Stade Pierre-Aliker, Fort-de-France Scheidsrechter: Kwinsi Williams (TRI) |
|                                |                         |         |                |                                                                                    |

|                               |             |         |             |                                                                                           |
| 11 oktober 2024 19:00 (UTC−3) | Suriname    | 1 – 1   | Costa Rica  | Stadion: Dr. Ir. Franklin Essed Stadion, Paramaribo Scheidsrechter: Adonai Escobedo (MEX) |
| 11 oktober 2024 19:00 (UTC−3) | Vlijter 34' | Verslag | 12' Alcócer | Stadion: Dr. Ir. Franklin Essed Stadion, Paramaribo Scheidsrechter: Adonai Escobedo (MEX) |
| 11 oktober 2024 19:00 (UTC−3) |             |         |             | Stadion: Dr. Ir. Franklin Essed Stadion, Paramaribo Scheidsrechter: Adonai Escobedo (MEX) |
| 11 oktober 2024 19:00 (UTC−3) |             |         |             | Stadion: Dr. Ir. Franklin Essed Stadion, Paramaribo Scheidsrechter: Adonai Escobedo (MEX) |
|                               |             |         |             |                                                                                           |

|                               |            |         |            |                                                                         |
| 11 oktober 2024 16:00 (UTC−4) | Guadeloupe | 0 – 1   | Martinique | Stadion: Stade Roger Zami, Le Gosier Scheidsrechter: Selvin Brown (HON) |
| 11 oktober 2024 16:00 (UTC−4) |            | Verslag | 86' Labeau | Stadion: Stade Roger Zami, Le Gosier Scheidsrechter: Selvin Brown (HON) |
| 11 oktober 2024 16:00 (UTC−4) |            |         |            | Stadion: Stade Roger Zami, Le Gosier Scheidsrechter: Selvin Brown (HON) |
| 11 oktober 2024 16:00 (UTC−4) |            |         |            | Stadion: Stade Roger Zami, Le Gosier Scheidsrechter: Selvin Brown (HON) |
|                               |            |         |            |                                                                         |

|                               |                  |         |                                 |                                                                                           |
| 11 oktober 2024 21:00 (UTC−4) | Guyana           | 1 – 3   | Guatemala                       | Stadion: Synthetic Track and Field Facility, Leonora Scheidsrechter: Ismael Cornejo (SLV) |
| 11 oktober 2024 21:00 (UTC−4) | Duke-McKenna 31' | Verslag | 17', 68' Santis 61' Castellanos | Stadion: Synthetic Track and Field Facility, Leonora Scheidsrechter: Ismael Cornejo (SLV) |
| 11 oktober 2024 21:00 (UTC−4) |                  |         |                                 | Stadion: Synthetic Track and Field Facility, Leonora Scheidsrechter: Ismael Cornejo (SLV) |
| 11 oktober 2024 21:00 (UTC−4) |                  |         |                                 | Stadion: Synthetic Track and Field Facility, Leonora Scheidsrechter: Ismael Cornejo (SLV) |
|                               |                  |         |                                 |                                                                                           |

|                               |                                  |         |           |                                                                                                 |
| 15 oktober 2024 18:00 (UTC−6) | Costa Rica                       | 3 – 0   | Guatemala | Stadion: Estadio Nacional, San José Toeschouwers: 20.450 Scheidsrechter: Joseph Dickerson (USA) |
| 15 oktober 2024 18:00 (UTC−6) | Madrigal 9' Vargas 38' Calvo 72' | Verslag |           | Stadion: Estadio Nacional, San José Toeschouwers: 20.450 Scheidsrechter: Joseph Dickerson (USA) |
| 15 oktober 2024 18:00 (UTC−6) |                                  |         |           | Stadion: Estadio Nacional, San José Toeschouwers: 20.450 Scheidsrechter: Joseph Dickerson (USA) |
| 15 oktober 2024 18:00 (UTC−6) |                                  |         |           | Stadion: Estadio Nacional, San José Toeschouwers: 20.450 Scheidsrechter: Joseph Dickerson (USA) |
|                               |                                  |         |           |                                                                                                 |

|                               |            |       |            | |
| 15 oktober 2024 20:00 (UTC−4) | Martinique | 0 – 0 | Guadeloupe | Stadion: Stade Roger Zami, Le Gosier (Guadeloupe) Toeschouwers: 1.550 Scheidsrechter: Pierre Luc Lauziere (CAN) |
| 15 oktober 2024 20:00 (UTC−4) | Verslag    |       |            | Stadion: Stade Roger Zami, Le Gosier (Guadeloupe) Toeschouwers: 1.550 Scheidsrechter: Pierre Luc Lauziere (CAN) |
| 15 oktober 2024 20:00 (UTC−4) |            |       |            | Stadion: Stade Roger Zami, Le Gosier (Guadeloupe) Toeschouwers: 1.550 Scheidsrechter: Pierre Luc Lauziere (CAN) |
| 15 oktober 2024 20:00 (UTC−4) |            |       |            | Stadion: Stade Roger Zami, Le Gosier (Guadeloupe) Toeschouwers: 1.550 Scheidsrechter: Pierre Luc Lauziere (CAN) |
|                               |            |       |            | |

|                               |                                                   |         |              | |
| 15 oktober 2024 21:00 (UTC−3) | Suriname                                          | 5 – 1   | Guyana       | Stadion: Dr. Ir. Franklin Essed Stadion, Paramaribo Toeschouwers: 3.274 Scheidsrechter: Steffon Dewar (JAM) |
| 15 oktober 2024 21:00 (UTC−3) | Becker 3', 10' Misidjan 33' Jubitana 51' Haps 69' | Verslag | 13' J. Jones | Stadion: Dr. Ir. Franklin Essed Stadion, Paramaribo Toeschouwers: 3.274 Scheidsrechter: Steffon Dewar (JAM) |
| 15 oktober 2024 21:00 (UTC−3) |                                                   |         |              | Stadion: Dr. Ir. Franklin Essed Stadion, Paramaribo Toeschouwers: 3.274 Scheidsrechter: Steffon Dewar (JAM) |
| 15 oktober 2024 21:00 (UTC−3) |                                                   |         |              | Stadion: Dr. Ir. Franklin Essed Stadion, Paramaribo Toeschouwers: 3.274 Scheidsrechter: Steffon Dewar (JAM) |
|                               |                                                   |         |              | |

#### Groep B
| Pos | Team               | Wed | W | G | V | Ptn | DV | DT | +/− | Kwalificatie of degradatie         |  | Vlag van Jamaica | Vlag van Honduras | Vlag van Nicaragua | Vlag van Trinidad en Tobago | Vlag van Cuba | Vlag van Frans-Guyana |
| --- | ------------------ | --- | - | - | - | --- | -- | -- | --- | ---------------------------------- |  | ---------------- | ----------------- | ------------------ | --------------------------- | ------------- | --------------------- |
| 1   | Jamaica            | 4   | 2 | 2 | 0 | 8   | 4  | 1  | +3  | Kwartfinale                        |  | —                | 0 – 0             | —                  | —                           | 0 – 0         | —                     |
| 2   | Honduras           | 4   | 2 | 1 | 1 | 7   | 8  | 4  | +4  | Kwartfinale                        |  | 1 – 2            | —                 | —                  | 4 – 0                       | —             | —                     |
| 3   | Nicaragua          | 4   | 2 | 1 | 1 | 7   | 5  | 5  | 0   | Gold Cup 2025 kwalificatietoernooi |  | 0 – 2            | —                 | —                  | —                           | —             | 3 – 2                 |
| 4   | Trinidad en Tobago | 4   | 1 | 2 | 1 | 5   | 5  | 7  | −2  | Gold Cup 2025 kwalificatietoernooi |  | —                | —                 | —                  | —                           | 3 – 1         | 0 – 0                 |
| 5   | Cuba               | 4   | 0 | 3 | 1 | 3   | 4  | 6  | −2  | Divisie B en play-off              |  | —                | —                 | 1 – 1              | 2 – 2                       | —             | —                     |
| 6   | Frans-Guyana       | 4   | 0 | 1 | 3 | 1   | 4  | 7  | −3  | Divisie B en play-off              |  | —                | 2 – 3             | 0 – 1              | —                           | —             | —                     |

|                                |         |       |      |                                                                                                 |
| 6 september 2024 19:00 (UTC−5) | Jamaica | 0 – 0 | Cuba | Stadion: Independence Park, Kingston Toeschouwers: 450 Scheidsrechter: Filiberto Martínez (SLV) |
| 6 september 2024 19:00 (UTC−5) | Verslag |       |      | Stadion: Independence Park, Kingston Toeschouwers: 450 Scheidsrechter: Filiberto Martínez (SLV) |
| 6 september 2024 19:00 (UTC−5) |         |       |      | Stadion: Independence Park, Kingston Toeschouwers: 450 Scheidsrechter: Filiberto Martínez (SLV) |
| 6 september 2024 19:00 (UTC−5) |         |       |      | Stadion: Independence Park, Kingston Toeschouwers: 450 Scheidsrechter: Filiberto Martínez (SLV) |
|                                |         |       |      |                                                                                                 |

|                                |              |         |                | |
| 6 september 2024 16:00 (UTC−3) | Frans-Guyana | 0 – 1   | Nicaragua      | Stadion: Stade Municipal Dr. Edmard Lama, Rémire-Montjoly Toeschouwers: 9.900 Scheidsrechter: Julio Luna (GUA) |
| 6 september 2024 16:00 (UTC−3) |              | Verslag | 90+5' Talavera | Stadion: Stade Municipal Dr. Edmard Lama, Rémire-Montjoly Toeschouwers: 9.900 Scheidsrechter: Julio Luna (GUA) |
| 6 september 2024 16:00 (UTC−3) |              |         |                | Stadion: Stade Municipal Dr. Edmard Lama, Rémire-Montjoly Toeschouwers: 9.900 Scheidsrechter: Julio Luna (GUA) |
| 6 september 2024 16:00 (UTC−3) |              |         |                | Stadion: Stade Municipal Dr. Edmard Lama, Rémire-Montjoly Toeschouwers: 9.900 Scheidsrechter: Julio Luna (GUA) |
|                                |              |         |                | |

|                                |                                                   |         |                    | |
| 6 september 2024 20:00 (UTC−6) | Honduras                                          | 4 – 0   | Trinidad en Tobago | Stadion: Estadio José de la Paz Herrera Uclés, Tegucigalpa Toeschouwers: 7.481 Scheidsrechter: Tori Penso (USA) |
| 6 september 2024 20:00 (UTC−6) | A. López 39' Arriaga 45+2' Rodríguez 54' Ruiz 86' | Verslag |                    | Stadion: Estadio José de la Paz Herrera Uclés, Tegucigalpa Toeschouwers: 7.481 Scheidsrechter: Tori Penso (USA) |
| 6 september 2024 20:00 (UTC−6) |                                                   |         |                    | Stadion: Estadio José de la Paz Herrera Uclés, Tegucigalpa Toeschouwers: 7.481 Scheidsrechter: Tori Penso (USA) |
| 6 september 2024 20:00 (UTC−6) |                                                   |         |                    | Stadion: Estadio José de la Paz Herrera Uclés, Tegucigalpa Toeschouwers: 7.481 Scheidsrechter: Tori Penso (USA) |
|                                |                                                   |         |                    | |

|                                 |          |         |                                         |                                                                                                 |
| 10 september 2024 20:00 (UTC−6) | Honduras | 1 – 2   | Jamaica                                 | Stadion: Estadio José de la Paz Herrera Uclés, Tegucigalpa Scheidsrechter: Víctor Cáceres (MEX) |
| 10 september 2024 20:00 (UTC−6) | Ruiz 50' | Verslag | 49' (e.d.) Maldonado 76' (pen.) Antonio | Stadion: Estadio José de la Paz Herrera Uclés, Tegucigalpa Scheidsrechter: Víctor Cáceres (MEX) |
| 10 september 2024 20:00 (UTC−6) |          |         |                                         | Stadion: Estadio José de la Paz Herrera Uclés, Tegucigalpa Scheidsrechter: Víctor Cáceres (MEX) |
| 10 september 2024 20:00 (UTC−6) |          |         |                                         | Stadion: Estadio José de la Paz Herrera Uclés, Tegucigalpa Scheidsrechter: Víctor Cáceres (MEX) |
|                                 |          |         |                                         |                                                                                                 |

|                                 |                   |         |              | |
| 10 september 2024 16:00 (UTC−4) | Cuba              | 1 – 1   | Nicaragua    | Stadion: Estadio Antonio Maceo, Santiago de Cuba Toeschouwers: 3.565 Scheidsrechter: Pierre-Luc Lauzière (CAN) |
| 10 september 2024 16:00 (UTC−4) | Espino 42' (pen.) | Verslag | 90+7' Medina | Stadion: Estadio Antonio Maceo, Santiago de Cuba Toeschouwers: 3.565 Scheidsrechter: Pierre-Luc Lauzière (CAN) |
| 10 september 2024 16:00 (UTC−4) |                   |         |              | Stadion: Estadio Antonio Maceo, Santiago de Cuba Toeschouwers: 3.565 Scheidsrechter: Pierre-Luc Lauzière (CAN) |
| 10 september 2024 16:00 (UTC−4) |                   |         |              | Stadion: Estadio Antonio Maceo, Santiago de Cuba Toeschouwers: 3.565 Scheidsrechter: Pierre-Luc Lauzière (CAN) |
|                                 |                   |         |              | |

|                                 |                    |       |              |                                                                                                 |
| 10 september 2024 19:00 (UTC−4) | Trinidad en Tobago | 0 – 0 | Frans-Guyana | Stadion: Dwight Yorkestadion, Bacolet Toeschouwers: 2.100 Scheidsrechter: Adonis Carrasco (DOM) |
| 10 september 2024 19:00 (UTC−4) | Verslag            |       |              | Stadion: Dwight Yorkestadion, Bacolet Toeschouwers: 2.100 Scheidsrechter: Adonis Carrasco (DOM) |
| 10 september 2024 19:00 (UTC−4) |                    |       |              | Stadion: Dwight Yorkestadion, Bacolet Toeschouwers: 2.100 Scheidsrechter: Adonis Carrasco (DOM) |
| 10 september 2024 19:00 (UTC−4) |                    |       |              | Stadion: Dwight Yorkestadion, Bacolet Toeschouwers: 2.100 Scheidsrechter: Adonis Carrasco (DOM) |
|                                 |                    |       |              |                                                                                                 |

|                               |           |         |                                 |                                                                                             |
| 10 oktober 2024 20:00 (UTC−6) | Nicaragua | 0 – 2   | Jamaica                         | Stadion: Estadio Nacional, Managua Toeschouwers: 16.630 Scheidsrechter: Mario Escobar (GUA) |
| 10 oktober 2024 20:00 (UTC−6) |           | Verslag | 32' (e.d.) Quijano 69' Williams | Stadion: Estadio Nacional, Managua Toeschouwers: 16.630 Scheidsrechter: Mario Escobar (GUA) |
| 10 oktober 2024 20:00 (UTC−6) |           |         |                                 | Stadion: Estadio Nacional, Managua Toeschouwers: 16.630 Scheidsrechter: Mario Escobar (GUA) |
| 10 oktober 2024 20:00 (UTC−6) |           |         |                                 | Stadion: Estadio Nacional, Managua Toeschouwers: 16.630 Scheidsrechter: Mario Escobar (GUA) |
|                               |           |         |                                 |                                                                                             |

|                               |                            |         |                        | |
| 10 oktober 2024 16:00 (UTC−4) | Cuba                       | 2 – 2   | Trinidad en Tobago     | Stadion: Estadio Antonio Maceo, Santiago de Cuba Toeschouwers: 4.500 Scheidsrechter: Sergio Reyna (GUA) |
| 10 oktober 2024 16:00 (UTC−4) | Rodríguez 64' Casanova 75' | Verslag | 8' Bateau 70' J. Jones | Stadion: Estadio Antonio Maceo, Santiago de Cuba Toeschouwers: 4.500 Scheidsrechter: Sergio Reyna (GUA) |
| 10 oktober 2024 16:00 (UTC−4) |                            |         |                        | Stadion: Estadio Antonio Maceo, Santiago de Cuba Toeschouwers: 4.500 Scheidsrechter: Sergio Reyna (GUA) |
| 10 oktober 2024 16:00 (UTC−4) |                            |         |                        | Stadion: Estadio Antonio Maceo, Santiago de Cuba Toeschouwers: 4.500 Scheidsrechter: Sergio Reyna (GUA) |
|                               |                            |         |                        | |

|                               |                       |         |                                      | |
| 10 oktober 2024 16:30 (UTC−3) | Frans-Guyana          | 2 – 3   | Honduras                             | Stadion: Stade Municipal Dr. Edmard Lama, Rémire-Montjoly Toeschouwers: 204 Scheidsrechter: Lukasz Szpala (USA) |
| 10 oktober 2024 16:30 (UTC−3) | Galas 56' Haabo 90+4' | Verslag | 45+1' Lozano 67' Flores 74' Benguché | Stadion: Stade Municipal Dr. Edmard Lama, Rémire-Montjoly Toeschouwers: 204 Scheidsrechter: Lukasz Szpala (USA) |
| 10 oktober 2024 16:30 (UTC−3) |                       |         |                                      | Stadion: Stade Municipal Dr. Edmard Lama, Rémire-Montjoly Toeschouwers: 204 Scheidsrechter: Lukasz Szpala (USA) |
| 10 oktober 2024 16:30 (UTC−3) |                       |         |                                      | Stadion: Stade Municipal Dr. Edmard Lama, Rémire-Montjoly Toeschouwers: 204 Scheidsrechter: Lukasz Szpala (USA) |
|                               |                       |         |                                      | |

|                               |         |       |          |                                                                               |
| 14 oktober 2024 20:00 (UTC−5) | Jamaica | 0 – 0 | Honduras | Stadion: Independence Park, Kingston Scheidsrechter: Armando Villarreal (USA) |
| 14 oktober 2024 20:00 (UTC−5) | Verslag |       |          | Stadion: Independence Park, Kingston Scheidsrechter: Armando Villarreal (USA) |
| 14 oktober 2024 20:00 (UTC−5) |         |       |          | Stadion: Independence Park, Kingston Scheidsrechter: Armando Villarreal (USA) |
| 14 oktober 2024 20:00 (UTC−5) |         |       |          | Stadion: Independence Park, Kingston Scheidsrechter: Armando Villarreal (USA) |
|                               |         |       |          |                                                                               |

|                               |                                   |         |           |                                                                         |
| 14 oktober 2024 21:00 (UTC−4) | Trinidad en Tobago                | 3 – 1   | Cuba      | Stadion: Dwight Yorkestadion, Bacolet Scheidsrechter: Bryan López (GUA) |
| 14 oktober 2024 21:00 (UTC−4) | Gilbert 13' J. Jones 28' Gill 65' | Verslag | 62' Matos | Stadion: Dwight Yorkestadion, Bacolet Scheidsrechter: Bryan López (GUA) |
| 14 oktober 2024 21:00 (UTC−4) |                                   |         |           | Stadion: Dwight Yorkestadion, Bacolet Scheidsrechter: Bryan López (GUA) |
| 14 oktober 2024 21:00 (UTC−4) |                                   |         |           | Stadion: Dwight Yorkestadion, Bacolet Scheidsrechter: Bryan López (GUA) |
|                               |                                   |         |           |                                                                         |

|                               |                                   |         |                    |                                                                      |
| 14 oktober 2024 19:00 (UTC−6) | Nicaragua                         | 3 – 2   | Frans-Guyana       | Stadion: Estadio Nacional, Managua Scheidsrechter: Iván Barton (SLV) |
| 14 oktober 2024 19:00 (UTC−6) | Moreno 54' Barrera 79' Fletes 84' | Verslag | 16' Baal 62' Haabo | Stadion: Estadio Nacional, Managua Scheidsrechter: Iván Barton (SLV) |
| 14 oktober 2024 19:00 (UTC−6) |                                   |         |                    | Stadion: Estadio Nacional, Managua Scheidsrechter: Iván Barton (SLV) |
| 14 oktober 2024 19:00 (UTC−6) |                                   |         |                    | Stadion: Estadio Nacional, Managua Scheidsrechter: Iván Barton (SLV) |
|                               |                                   |         |                    |                                                                      |

### Finaleronde
bye
- Canada
- Panama
- Mexico
- Verenigde Staten

##### Kwartfinale
| Team 1     | Totaal | Team 2           | 1e wedstrijd | 2e wedstrijd |
| ---------- | ------ | ---------------- | ------------ | ------------ |
| Costa Rica | 2–3    | Panama           | 0–1          | 2–2          |
| Jamaica    | 2–5    | Verenigde Staten | 0–1          | 2–4          |
| Suriname   | 0–4    | Canada           | 0–1          | 0–3          |
| Honduras   | 2–4    | Mexico           | 2–0          | 0–4          |

|                                |            |         |                    |                                                                                              |
| 14 november 2024 20:00 (UTC−6) | Costa Rica | 0 – 1   | Panama             | Stadion: Estadio Nacional, San José Toeschouwers: 29.201 Scheidsrechter: Saíd Martínez (HON) |
| 14 november 2024 20:00 (UTC−6) |            | Verslag | 66' (pen.) Fajardo | Stadion: Estadio Nacional, San José Toeschouwers: 29.201 Scheidsrechter: Saíd Martínez (HON) |
| 14 november 2024 20:00 (UTC−6) |            |         |                    | Stadion: Estadio Nacional, San José Toeschouwers: 29.201 Scheidsrechter: Saíd Martínez (HON) |
| 14 november 2024 20:00 (UTC−6) |            |         |                    | Stadion: Estadio Nacional, San José Toeschouwers: 29.201 Scheidsrechter: Saíd Martínez (HON) |
|                                |            |         |                    |                                                                                              |

|                                |                                 |         |                       |                                                                                  |
| 18 november 2024 21:00 (UTC−5) | Panama                          | 2 – 2   | Costa Rica            | Stadion: Estadio Rommel Fernández, Panama-Stad Scheidsrechter: César Ramos (MEX) |
| 18 november 2024 21:00 (UTC−5) | Blackman 14' J. Rodríguez 45+3' | Verslag | 24' Bran 73' Martínez | Stadion: Estadio Rommel Fernández, Panama-Stad Scheidsrechter: César Ramos (MEX) |
| 18 november 2024 21:00 (UTC−5) |                                 |         |                       | Stadion: Estadio Rommel Fernández, Panama-Stad Scheidsrechter: César Ramos (MEX) |
| 18 november 2024 21:00 (UTC−5) |                                 |         |                       | Stadion: Estadio Rommel Fernández, Panama-Stad Scheidsrechter: César Ramos (MEX) |
|                                |                                 |         |                       |                                                                                  |

Panama won met 3–2 over twee wedstrijden en kwalificeert zich voor het hoofdtoernooi. Costa Rica kwalificeert zich voor het kwalificatietoernooi.
|                                |         |         |                  | |
| 14 november 2024 20:00 (UTC−5) | Jamaica | 0 – 1   | Verenigde Staten | Stadion: National Stadium, Kingston Toeschouwers: 20.213 Scheidsrechter: Juan Gabriel Calderón (CRC) |
| 14 november 2024 20:00 (UTC−5) |         | Verslag | Pepi 5'          | Stadion: National Stadium, Kingston Toeschouwers: 20.213 Scheidsrechter: Juan Gabriel Calderón (CRC) |
| 14 november 2024 20:00 (UTC−5) |         |         |                  | Stadion: National Stadium, Kingston Toeschouwers: 20.213 Scheidsrechter: Juan Gabriel Calderón (CRC) |
| 14 november 2024 20:00 (UTC−5) |         |         |                  | Stadion: National Stadium, Kingston Toeschouwers: 20.213 Scheidsrechter: Juan Gabriel Calderón (CRC) |
|                                |         |         |                  | |

|                                |                                                  |         |                  |                                                                                             |
| 18 november 2024 19:00 (UTC−6) | Verenigde Staten                                 | 4 – 2   | Jamaica          | Stadion: Energizer Park, St. Louis Toeschouwers: 21.080 Scheidsrechter: Mario Escobar (GUA) |
| 18 november 2024 19:00 (UTC−6) | Pulisic 14' Bernard 33' (e.d.) Pepi 42' Weah 56' | Verslag | D. Gray 53', 68' | Stadion: Energizer Park, St. Louis Toeschouwers: 21.080 Scheidsrechter: Mario Escobar (GUA) |
| 18 november 2024 19:00 (UTC−6) |                                                  |         |                  | Stadion: Energizer Park, St. Louis Toeschouwers: 21.080 Scheidsrechter: Mario Escobar (GUA) |
| 18 november 2024 19:00 (UTC−6) |                                                  |         |                  | Stadion: Energizer Park, St. Louis Toeschouwers: 21.080 Scheidsrechter: Mario Escobar (GUA) |
|                                |                                                  |         |                  |                                                                                             |

Verenigde Staten won met 5–2 over twee wedstrijden en kwalificeert zich voor het hoofdtoernooi. Jamaica kwalificeert zich voor het kwalificatietoernooi.
|                                |          |         |             | |
| 15 november 2024 20:30 (UTC−3) | Suriname | 0 – 1   | Canada      | Stadion: Dr. Ir. Franklin Essed Stadion, Paramaribo Toeschouwers: 3.500 Scheidsrechter: Oshane Nation (JAM) |
| 15 november 2024 20:30 (UTC−3) |          | Verslag | Hoilett 82' | Stadion: Dr. Ir. Franklin Essed Stadion, Paramaribo Toeschouwers: 3.500 Scheidsrechter: Oshane Nation (JAM) |
| 15 november 2024 20:30 (UTC−3) |          |         |             | Stadion: Dr. Ir. Franklin Essed Stadion, Paramaribo Toeschouwers: 3.500 Scheidsrechter: Oshane Nation (JAM) |
| 15 november 2024 20:30 (UTC−3) |          |         |             | Stadion: Dr. Ir. Franklin Essed Stadion, Paramaribo Toeschouwers: 3.500 Scheidsrechter: Oshane Nation (JAM) |
|                                |          |         |             | |

|                                |                                |         |          |                                                                                           |
| 19 november 2024 19:30 (UTC−5) | Canada                         | 3 – 0   | Suriname | Stadion: BMO Field, Toronto Toeschouwers: 13.239 Scheidsrechter: Katia Itzel García (MEX) |
| 19 november 2024 19:30 (UTC−5) | David 23' Shaffelburg 30', 67' | Verslag |          | Stadion: BMO Field, Toronto Toeschouwers: 13.239 Scheidsrechter: Katia Itzel García (MEX) |
| 19 november 2024 19:30 (UTC−5) |                                |         |          | Stadion: BMO Field, Toronto Toeschouwers: 13.239 Scheidsrechter: Katia Itzel García (MEX) |
| 19 november 2024 19:30 (UTC−5) |                                |         |          | Stadion: BMO Field, Toronto Toeschouwers: 13.239 Scheidsrechter: Katia Itzel García (MEX) |
|                                |                                |         |          |                                                                                           |

Canada won met 4–0 over twee wedstrijden en kwalificeert zich voor het hoofdtoernooi. Suriname kwalificeert zich voor het kwalificatietoernooi.
|                                  |                |         |        | |
| 15 november 2024 2=20:00 (UTC−6) | Honduras       | 2 – 0   | Mexico | Stadion: Estadio Francisco Morazán, San Pedro Sula Toeschouwers: 12.866 Scheidsrechter: Walter López (GUA) |
| 15 november 2024 2=20:00 (UTC−6) | Palma 64', 83' | Verslag |        | Stadion: Estadio Francisco Morazán, San Pedro Sula Toeschouwers: 12.866 Scheidsrechter: Walter López (GUA) |
| 15 november 2024 2=20:00 (UTC−6) |                |         |        | Stadion: Estadio Francisco Morazán, San Pedro Sula Toeschouwers: 12.866 Scheidsrechter: Walter López (GUA) |
| 15 november 2024 2=20:00 (UTC−6) |                |         |        | Stadion: Estadio Francisco Morazán, San Pedro Sula Toeschouwers: 12.866 Scheidsrechter: Walter López (GUA) |
|                                  |                |         |        | |

|                                |                                                     |         |          |                                                                          |
| 19 november 2024 20:30 (UTC−6) | Mexico                                              | 4 – 0   | Honduras | Stadion: Estadio Nemesio Díez, Toluca Scheidsrechter: Drew Fischer (CAN) |
| 19 november 2024 20:30 (UTC−6) | Jiménez 42' Martín 72', 90+7' (pen.) J. Sánchez 85' | Verslag |          | Stadion: Estadio Nemesio Díez, Toluca Scheidsrechter: Drew Fischer (CAN) |
| 19 november 2024 20:30 (UTC−6) |                                                     |         |          | Stadion: Estadio Nemesio Díez, Toluca Scheidsrechter: Drew Fischer (CAN) |
| 19 november 2024 20:30 (UTC−6) |                                                     |         |          | Stadion: Estadio Nemesio Díez, Toluca Scheidsrechter: Drew Fischer (CAN) |
|                                |                                                     |         |          |                                                                          |

Mexico won met 4–2 over twee wedstrijden en kwalificeert zich voor het hoofdtoernooi. Honduras kwalificeert zich voor het kwalificatietoernooi.

#### Speelschema
|  | Halve finale         | Halve finale |                      |   | Finale | Finale |
|  |                      |              |                      |   |        |        |
|  | 20 maart – Inglewood |              |                      |   |        |        |
|  |                      |              |                      |   |        |        |
|  | Verenigde Staten     | 0            |                      |   |        |        |
|  | Verenigde Staten     | 0            | 23 maart – Inglewood |   |        |        |
|  | Panama               | 1            |                      |   |        |        |
|  | Panama               | 1            | Panama               | 1 |        |        |
|  | 20 maart – Inglewood |              | Panama               | 1 |        |        |
|  |                      | Mexico       | 2                    |   |        |        |
|  | Canada               | Mexico       | 2                    | 0 |        |        |
|  | Canada               |              |                      | 0 |        |        |
|  | Mexico               | 2            |                      |   |        |        |
|  | Mexico               | 2            | Troostfinale         |   |        |        |
|  |                      |              |                      |   |        |        |
|  | 23 maart – Inglewood |              |                      |   |        |        |
|  |                      |              |                      |   |        |        |
|  | Verenigde Staten     | 1            |                      |   |        |        |
|  | Verenigde Staten     | 1            |                      |   |        |        |
|  | Canada               | 2            |                      |   |        |        |

#### Halve finale
|                             |                  |         |                |                                                               |
| 20 maart 2025 16:00 (UTC−7) | Verenigde Staten | 0 – 1   | Panama         | Stadion: SoFi Stadium, Inglewood Scheidsrechter: Nation (JAM) |
| 20 maart 2025 16:00 (UTC−7) |                  | Verslag | 90+4' Waterman | Stadion: SoFi Stadium, Inglewood Scheidsrechter: Nation (JAM) |
| 20 maart 2025 16:00 (UTC−7) |                  |         |                | Stadion: SoFi Stadium, Inglewood Scheidsrechter: Nation (JAM) |
| 20 maart 2025 16:00 (UTC−7) |                  |         |                | Stadion: SoFi Stadium, Inglewood Scheidsrechter: Nation (JAM) |
|                             |                  |         |                |                                                               |

|                             |        |         |                 |                                                                      |
| 20 maart 2025 19:30 (UTC−7) | Canada | 0 – 2   | Mexico          | Stadion: SoFi Stadium, Inglewood Scheidsrechter: Said Martínez (HON) |
| 20 maart 2025 19:30 (UTC−7) |        | Verslag | 1', 75' Jiménez | Stadion: SoFi Stadium, Inglewood Scheidsrechter: Said Martínez (HON) |
| 20 maart 2025 19:30 (UTC−7) |        |         |                 | Stadion: SoFi Stadium, Inglewood Scheidsrechter: Said Martínez (HON) |
| 20 maart 2025 19:30 (UTC−7) |        |         |                 | Stadion: SoFi Stadium, Inglewood Scheidsrechter: Said Martínez (HON) |
|                             |        |         |                 |                                                                      |

#### Troostfinale
|                             |                            |         |                  |                                                                           |
| 23 maart 2025 15:00 (UTC−7) | Canada                     | 2 – 1   | Verenigde Staten | Stadion: SoFi Stadium, Inglewood Scheidsrechter: Katia Itzel García (MEX) |
| 23 maart 2025 15:00 (UTC−7) | Oluwaseyi 27' J. David 59' | Verslag | 35' Agyemang     | Stadion: SoFi Stadium, Inglewood Scheidsrechter: Katia Itzel García (MEX) |
| 23 maart 2025 15:00 (UTC−7) |                            |         |                  | Stadion: SoFi Stadium, Inglewood Scheidsrechter: Katia Itzel García (MEX) |
| 23 maart 2025 15:00 (UTC−7) |                            |         |                  | Stadion: SoFi Stadium, Inglewood Scheidsrechter: Katia Itzel García (MEX) |
|                             |                            |         |                  |                                                                           |

#### Finale
|                             |                          |         |                           |                                                                                           |
| 23 maart 2025 18:30 (UTC−7) | Panama                   | 1 – 2   | Mexico                    | Stadion: SoFi Stadium, Inglewood Toeschouwers: 68.212 Scheidsrechter: Mario Escobar (GUA) |
| 23 maart 2025 18:30 (UTC−7) | Jiménez 8', 90+2' (pen.) | Verslag | 45+2' (pen.) Carrasquilla | Stadion: SoFi Stadium, Inglewood Toeschouwers: 68.212 Scheidsrechter: Mario Escobar (GUA) |
| 23 maart 2025 18:30 (UTC−7) |                          |         |                           | Stadion: SoFi Stadium, Inglewood Toeschouwers: 68.212 Scheidsrechter: Mario Escobar (GUA) |
| 23 maart 2025 18:30 (UTC−7) |                          |         |                           | Stadion: SoFi Stadium, Inglewood Toeschouwers: 68.212 Scheidsrechter: Mario Escobar (GUA) |
|                             |                          |         |                           |                                                                                           |

### Divisie B

#### Groep A
| Pos | Team                           | Wed | W | G | V | Ptn | DV | DT | +/− | Promotie, kwalificatie of degradatie |  | Vlag van El Salvador | Vlag van Saint Vincent en de Grenadines |       | Vlag van Montserrat |
| --- | ------------------------------ | --- | - | - | - | --- | -- | -- | --- | ------------------------------------ |  | -------------------- | --------------------------------------- | ----- | ------------------- |
| 1   | El Salvador                    | 6   | 5 | 0 | 1 | 15  | 12 | 6  | +6  | Divisie A en Gold Cup 2025           |  | —                    | 1 – 2                                   | 2 – 1 | 1 – 0               |
| 2   | Saint Vincent en de Grenadines | 6   | 4 | 1 | 1 | 13  | 12 | 7  | +5  | Gold Cup 2025 kwalificatietoernooi   |  | 2 – 3                | —                                       | 3 – 1 | 2 – 0               |
| 3   | Bonaire                        | 6   | 1 | 1 | 4 | 4   | 4  | 8  | −4  |                                      |  | 0 – 1                | 1 – 1                                   | —     | 0 – 1               |
| 4   | Montserrat                     | 6   | 1 | 0 | 5 | 3   | 3  | 10 | −7  | Divisie C                            |  | 1 – 4                | 1 – 2                                   | 0 – 1 | —                   |

|                                |            |         |                                                              |                                                                                          |
| 5 september 2024 16:00 (UTC−4) | Montserrat | 1 – 4   | El Salvador                                                  | Stadion: Antonio Trenidatstadion, Rincon (Bonaire) Scheidsrechter: Benjamín Pineda (CRC) |
| 5 september 2024 16:00 (UTC−4) | Barzey 28' | Verslag | 9' Landaverde 63' Mauricio 68' Benitez 84' (pen.) Santamaría | Stadion: Antonio Trenidatstadion, Rincon (Bonaire) Scheidsrechter: Benjamín Pineda (CRC) |
| 5 september 2024 16:00 (UTC−4) |            |         |                                                              | Stadion: Antonio Trenidatstadion, Rincon (Bonaire) Scheidsrechter: Benjamín Pineda (CRC) |
| 5 september 2024 16:00 (UTC−4) |            |         |                                                              | Stadion: Antonio Trenidatstadion, Rincon (Bonaire) Scheidsrechter: Benjamín Pineda (CRC) |
|                                |            |         |                                                              |                                                                                          |

|                                |           |         |                         |                                                                                      |
| 5 september 2024 21:00 (UTC−4) | Bonaire   | 1 – 1   | St. Vincent en de Gren. | Stadion: Antonio Trenidatstadion, Rincon (Bonaire) Scheidsrechter: Jon Freemon (USA) |
| 5 september 2024 21:00 (UTC−4) | Hoeve 36' | Verslag | 39' Pierre              | Stadion: Antonio Trenidatstadion, Rincon (Bonaire) Scheidsrechter: Jon Freemon (USA) |
| 5 september 2024 21:00 (UTC−4) |           |         |                         | Stadion: Antonio Trenidatstadion, Rincon (Bonaire) Scheidsrechter: Jon Freemon (USA) |
| 5 september 2024 21:00 (UTC−4) |           |         |                         | Stadion: Antonio Trenidatstadion, Rincon (Bonaire) Scheidsrechter: Jon Freemon (USA) |
|                                |           |         |                         |                                                                                      |

|                                |                         |         |            |                                                                                         |
| 8 september 2024 16:00 (UTC−4) | St. Vincent en de Gren. | 2 – 0   | Montserrat | Stadion: Antonio Trenidatstadion, Rincon (Bonaire) Scheidsrechter: Rubiel Vázquez (USA) |
| 8 september 2024 16:00 (UTC−4) | Stewart 15' Spring 88'  | Verslag |            | Stadion: Antonio Trenidatstadion, Rincon (Bonaire) Scheidsrechter: Rubiel Vázquez (USA) |
| 8 september 2024 16:00 (UTC−4) |                         |         |            | Stadion: Antonio Trenidatstadion, Rincon (Bonaire) Scheidsrechter: Rubiel Vázquez (USA) |
| 8 september 2024 16:00 (UTC−4) |                         |         |            | Stadion: Antonio Trenidatstadion, Rincon (Bonaire) Scheidsrechter: Rubiel Vázquez (USA) |
|                                |                         |         |            |                                                                                         |

|                                |                                 |         |                     |                                                                                          |
| 8 september 2024 21:00 (UTC−4) | El Salvador                     | 2 – 1   | Bonaire             | Stadion: Antonio Trenidatstadion, Rincon (Bonaire) Scheidsrechter: Steven Madrigal (CRC) |
| 8 september 2024 21:00 (UTC−4) | Hoeve 45+3' (e.d.) Mauricio 60' | Verslag | 90+1' Van der Sande | Stadion: Antonio Trenidatstadion, Rincon (Bonaire) Scheidsrechter: Steven Madrigal (CRC) |
| 8 september 2024 21:00 (UTC−4) |                                 |         |                     | Stadion: Antonio Trenidatstadion, Rincon (Bonaire) Scheidsrechter: Steven Madrigal (CRC) |
| 8 september 2024 21:00 (UTC−4) |                                 |         |                     | Stadion: Antonio Trenidatstadion, Rincon (Bonaire) Scheidsrechter: Steven Madrigal (CRC) |
|                                |                                 |         |                     |                                                                                          |

|                               |                         |         |                                    |                                                                           |
| 10 oktober 2024 21:00 (UTC−4) | St. Vincent en de Gren. | 2 – 3   | El Salvador                        | Stadion: Arnos Valestadion, Kingstown Scheidsrechter: Oshane Nation (JAM) |
| 10 oktober 2024 21:00 (UTC−4) | John 43' Adams 63'      | Verslag | 20' Vásquez 70' Ortíz 87' Castillo | Stadion: Arnos Valestadion, Kingstown Scheidsrechter: Oshane Nation (JAM) |
| 10 oktober 2024 21:00 (UTC−4) |                         |         |                                    | Stadion: Arnos Valestadion, Kingstown Scheidsrechter: Oshane Nation (JAM) |
| 10 oktober 2024 21:00 (UTC−4) |                         |         |                                    | Stadion: Arnos Valestadion, Kingstown Scheidsrechter: Oshane Nation (JAM) |
|                               |                         |         |                                    |                                                                           |

|                               |         |         |                   | |
| 10 oktober 2024 16:00 (UTC−4) | Bonaire | 0 – 1   | Montserrat        | Stadion: Arnos Valestadion, Kingstown (Saint Vincent en de Grenadines) Scheidsrechter: Hakeem Harvey (SKN) |
| 10 oktober 2024 16:00 (UTC−4) |         | Verslag | 49' (pen.) Taylor | Stadion: Arnos Valestadion, Kingstown (Saint Vincent en de Grenadines) Scheidsrechter: Hakeem Harvey (SKN) |
| 10 oktober 2024 16:00 (UTC−4) |         |         |                   | Stadion: Arnos Valestadion, Kingstown (Saint Vincent en de Grenadines) Scheidsrechter: Hakeem Harvey (SKN) |
| 10 oktober 2024 16:00 (UTC−4) |         |         |                   | Stadion: Arnos Valestadion, Kingstown (Saint Vincent en de Grenadines) Scheidsrechter: Hakeem Harvey (SKN) |
|                               |         |         |                   | |

|                               |            |         |             | |
| 13 oktober 2024 15:00 (UTC−4) | Montserrat | 0 – 1   | Bonaire     | Stadion: Arnos Valestadion, Kingstown (Saint Vincent en de Grenadines) Scheidsrechter: Khamal Harding-Hodge (AIA) |
| 13 oktober 2024 15:00 (UTC−4) |            | Verslag | 29' Cicilia | Stadion: Arnos Valestadion, Kingstown (Saint Vincent en de Grenadines) Scheidsrechter: Khamal Harding-Hodge (AIA) |
| 13 oktober 2024 15:00 (UTC−4) |            |         |             | Stadion: Arnos Valestadion, Kingstown (Saint Vincent en de Grenadines) Scheidsrechter: Khamal Harding-Hodge (AIA) |
| 13 oktober 2024 15:00 (UTC−4) |            |         |             | Stadion: Arnos Valestadion, Kingstown (Saint Vincent en de Grenadines) Scheidsrechter: Khamal Harding-Hodge (AIA) |
|                               |            |         |             | |

|                               |             |         |                         | |
| 13 oktober 2024 20:00 (UTC−4) | El Salvador | 1 – 2   | St. Vincent en de Gren. | Stadion: Arnos Valestadion, Kingstown (Saint Vincent en de Grenadines) Scheidsrechter: Tristley Bassue (SKN) |
| 13 oktober 2024 20:00 (UTC−4) | Clavel 71'  | Verslag | 39' Adams 88' Spring    | Stadion: Arnos Valestadion, Kingstown (Saint Vincent en de Grenadines) Scheidsrechter: Tristley Bassue (SKN) |
| 13 oktober 2024 20:00 (UTC−4) |             |         |                         | Stadion: Arnos Valestadion, Kingstown (Saint Vincent en de Grenadines) Scheidsrechter: Tristley Bassue (SKN) |
| 13 oktober 2024 20:00 (UTC−4) |             |         |                         | Stadion: Arnos Valestadion, Kingstown (Saint Vincent en de Grenadines) Scheidsrechter: Tristley Bassue (SKN) |
|                               |             |         |                         | |

|                                |             |         |                               |                                                                                          |
| 14 november 2024 14:00 (UTC−6) | Montserrat  | 1 – 2   | St. Vincent en de Gren.       | Stadion: Estadio Cuscatlán, San Salvador (El Salvador) Scheidsrechter: Jorge Leira (PAN) |
| 14 november 2024 14:00 (UTC−6) | Daniels 88' | Verslag | 42' Pierre 86' (pen.) Stewart | Stadion: Estadio Cuscatlán, San Salvador (El Salvador) Scheidsrechter: Jorge Leira (PAN) |
| 14 november 2024 14:00 (UTC−6) |             |         |                               | Stadion: Estadio Cuscatlán, San Salvador (El Salvador) Scheidsrechter: Jorge Leira (PAN) |
| 14 november 2024 14:00 (UTC−6) |             |         |                               | Stadion: Estadio Cuscatlán, San Salvador (El Salvador) Scheidsrechter: Jorge Leira (PAN) |
|                                |             |         |                               |                                                                                          |

|                                |         |         |             |                                                                                              |
| 14 november 2024 19:00 (UTC−6) | Bonaire | 0 – 1   | El Salvador | Stadion: Estadio Cuscatlán, San Salvador (El Salvador) Scheidsrechter: Steven Madrigal (CRC) |
| 14 november 2024 19:00 (UTC−6) |         | Verslag | 83' Vásquez | Stadion: Estadio Cuscatlán, San Salvador (El Salvador) Scheidsrechter: Steven Madrigal (CRC) |
| 14 november 2024 19:00 (UTC−6) |         |         |             | Stadion: Estadio Cuscatlán, San Salvador (El Salvador) Scheidsrechter: Steven Madrigal (CRC) |
| 14 november 2024 19:00 (UTC−6) |         |         |             | Stadion: Estadio Cuscatlán, San Salvador (El Salvador) Scheidsrechter: Steven Madrigal (CRC) |
|                                |         |         |             |                                                                                              |

|                                |                             |         |                  |                                                                                          |
| 17 november 2024 14:00 (UTC−6) | St. Vincent en de Gren.     | 3 – 1   | Bonaire          | Stadion: Estadio Cuscatlán, San Salvador (El Salvador) Scheidsrechter: José Torres (PUR) |
| 17 november 2024 14:00 (UTC−6) | Spring 19', 82' Edwards 67' | Verslag | 75' (e.d.) Yorke | Stadion: Estadio Cuscatlán, San Salvador (El Salvador) Scheidsrechter: José Torres (PUR) |
| 17 november 2024 14:00 (UTC−6) |                             |         |                  | Stadion: Estadio Cuscatlán, San Salvador (El Salvador) Scheidsrechter: José Torres (PUR) |
| 17 november 2024 14:00 (UTC−6) |                             |         |                  | Stadion: Estadio Cuscatlán, San Salvador (El Salvador) Scheidsrechter: José Torres (PUR) |
|                                |                             |         |                  |                                                                                          |

|                                |             |         |            |                                                                             |
| 17 november 2024 19:00 (UTC−6) | El Salvador | 1 – 0   | Montserrat | Stadion: Estadio Cuscatlán, San Salvador Scheidsrechter: Sergio Reyna (GUA) |
| 17 november 2024 19:00 (UTC−6) | Tejada 9'   | Verslag |            | Stadion: Estadio Cuscatlán, San Salvador Scheidsrechter: Sergio Reyna (GUA) |
| 17 november 2024 19:00 (UTC−6) |             |         |            | Stadion: Estadio Cuscatlán, San Salvador Scheidsrechter: Sergio Reyna (GUA) |
| 17 november 2024 19:00 (UTC−6) |             |         |            | Stadion: Estadio Cuscatlán, San Salvador Scheidsrechter: Sergio Reyna (GUA) |
|                                |             |         |            |                                                                             |

#### Groep B
| Pos | Team         | Wed | W | G | V | Ptn | DV | DT | +/− | Promotie, kwalificatie of degradatie |       | Vlag van Curaçao | Vlag van Saint Lucia | Vlag van Grenada | Vlag van Sint-Maarten |
| --- | ------------ | --- | - | - | - | --- | -- | -- | --- | ------------------------------------ | ----- | ---------------- | -------------------- | ---------------- | --------------------- |
| 1   | Curaçao      | 6   | 4 | 1 | 1 | 13  | 15 | 3  | +12 | Divisie A en Gold Cup 2025           |       | —                | 4 – 1                | 1 – 0            | 4 – 0                 |
| 2   | Saint Lucia  | 6   | 3 | 0 | 3 | 9   | 7  | 15 | −8  |                                      |       | 2 – 1            | —                    | 0 – 4            | 0 – 4                 |
| 3   | Grenada      | 6   | 2 | 1 | 3 | 7   | 7  | 6  | +1  |                                      | 0 – 0 | 1 – 2            | —                    | 0 – 3            |                       |
| 4   | Sint-Maarten | 6   | 2 | 0 | 4 | 6   | 8  | 13 | −5  | Divisie C                            |       | 0 – 5            | 1 – 2                | 0 – 2            | —                     |

|                                |                        |         |            | |
| 6 september 2024 17:00 (UTC−4) | Saint Lucia            | 2 – 1   | Curaçao    | Stadion: Kirani James Atletiekstadion, St. George's (Grenada) Scheidsrechter: Ken Pennyfeather (ANT) |
| 6 september 2024 17:00 (UTC−4) | Jude-Boyd 24' Elva 55' | Verslag | 63' Brenet | Stadion: Kirani James Atletiekstadion, St. George's (Grenada) Scheidsrechter: Ken Pennyfeather (ANT) |
| 6 september 2024 17:00 (UTC−4) |                        |         |            | Stadion: Kirani James Atletiekstadion, St. George's (Grenada) Scheidsrechter: Ken Pennyfeather (ANT) |
| 6 september 2024 17:00 (UTC−4) |                        |         |            | Stadion: Kirani James Atletiekstadion, St. George's (Grenada) Scheidsrechter: Ken Pennyfeather (ANT) |
|                                |                        |         |            | |

|                                |              |         |                           |                                                                                                 |
| 6 september 2024 20:00 (UTC−4) | Sint-Maarten | 0 – 2   | Grenada                   | Stadion: Kirani James Atletiekstadion, St. George's (Grenada) Scheidsrechter: David Gómez (CRC) |
| 6 september 2024 20:00 (UTC−4) |              | Verslag | 5' Akins 38' Charles-Cook | Stadion: Kirani James Atletiekstadion, St. George's (Grenada) Scheidsrechter: David Gómez (CRC) |
| 6 september 2024 20:00 (UTC−4) |              |         |                           | Stadion: Kirani James Atletiekstadion, St. George's (Grenada) Scheidsrechter: David Gómez (CRC) |
| 6 september 2024 20:00 (UTC−4) |              |         |                           | Stadion: Kirani James Atletiekstadion, St. George's (Grenada) Scheidsrechter: David Gómez (CRC) |
|                                |              |         |                           |                                                                                                 |

|                                |                                                         |         |              |                                                                                                   |
| 9 september 2024 17:00 (UTC−4) | Curaçao                                                 | 4 – 0   | Sint-Maarten | Stadion: Kirani James Atletiekstadion, St. George's (Grenada) Scheidsrechter: José Corporán (DOM) |
| 9 september 2024 17:00 (UTC−4) | J. Bacuna 10' Kastaneer 13' L. Bacuna 48' Zimmerman 65' | Verslag |              | Stadion: Kirani James Atletiekstadion, St. George's (Grenada) Scheidsrechter: José Corporán (DOM) |
| 9 september 2024 17:00 (UTC−4) |                                                         |         |              | Stadion: Kirani James Atletiekstadion, St. George's (Grenada) Scheidsrechter: José Corporán (DOM) |
| 9 september 2024 17:00 (UTC−4) |                                                         |         |              | Stadion: Kirani James Atletiekstadion, St. George's (Grenada) Scheidsrechter: José Corporán (DOM) |
|                                |                                                         |         |              |                                                                                                   |

|                                |           |         |                                |                                                                                        |
| 9 september 2024 20:00 (UTC−4) | Grenada   | 1 – 2   | Saint Lucia                    | Stadion: Kirani James Atletiekstadion, St. George's Scheidsrechter: Josué Ugalde (CRC) |
| 9 september 2024 20:00 (UTC−4) | Akins 51' | Verslag | 13' Forino-Joseph 21' Baptiste | Stadion: Kirani James Atletiekstadion, St. George's Scheidsrechter: Josué Ugalde (CRC) |
| 9 september 2024 20:00 (UTC−4) |           |         |                                | Stadion: Kirani James Atletiekstadion, St. George's Scheidsrechter: Josué Ugalde (CRC) |
| 9 september 2024 20:00 (UTC−4) |           |         |                                | Stadion: Kirani James Atletiekstadion, St. George's Scheidsrechter: Josué Ugalde (CRC) |
|                                |           |         |                                |                                                                                        |

|                               |         |       |         |                                                                                               |
| 11 oktober 2024 17:00 (UTC−4) | Grenada | 0 – 0 | Curaçao | Stadion: Daren Sammy Cricket Ground, Gros Islet (Sint Lucia) Scheidsrechter: Jon Freemo (USA) |
| 11 oktober 2024 17:00 (UTC−4) | Verslag |       |         | Stadion: Daren Sammy Cricket Ground, Gros Islet (Sint Lucia) Scheidsrechter: Jon Freemo (USA) |
| 11 oktober 2024 17:00 (UTC−4) |         |       |         | Stadion: Daren Sammy Cricket Ground, Gros Islet (Sint Lucia) Scheidsrechter: Jon Freemo (USA) |
| 11 oktober 2024 17:00 (UTC−4) |         |       |         | Stadion: Daren Sammy Cricket Ground, Gros Islet (Sint Lucia) Scheidsrechter: Jon Freemo (USA) |
|                               |         |       |         |                                                                                               |

|                               |              |         |               | |
| 11 oktober 2024 20:00 (UTC−4) | Sint-Maarten | 1 – 2   | Saint Lucia   | Stadion: Daren Sammy Cricket Ground, Gros Islet (Sint Lucia) Scheidsrechter: Odette Hamilton (JAM) |
| 11 oktober 2024 20:00 (UTC−4) | Raga 30'     | Verslag | 76', 90' Elva | Stadion: Daren Sammy Cricket Ground, Gros Islet (Sint Lucia) Scheidsrechter: Odette Hamilton (JAM) |
| 11 oktober 2024 20:00 (UTC−4) |              |         |               | Stadion: Daren Sammy Cricket Ground, Gros Islet (Sint Lucia) Scheidsrechter: Odette Hamilton (JAM) |
| 11 oktober 2024 20:00 (UTC−4) |              |         |               | Stadion: Daren Sammy Cricket Ground, Gros Islet (Sint Lucia) Scheidsrechter: Odette Hamilton (JAM) |
|                               |              |         |               | |

|                               |               |         |         | |
| 14 oktober 2024 16:00 (UTC−4) | Curaçao       | 1 – 0   | Grenada | Stadion: Daren Sammy Cricket Ground, Gros Islet (Sint Lucia) Scheidsrechter: Christopher Mason (JAM) |
| 14 oktober 2024 16:00 (UTC−4) | J. Bacuna 30' | Verslag |         | Stadion: Daren Sammy Cricket Ground, Gros Islet (Sint Lucia) Scheidsrechter: Christopher Mason (JAM) |
| 14 oktober 2024 16:00 (UTC−4) |               |         |         | Stadion: Daren Sammy Cricket Ground, Gros Islet (Sint Lucia) Scheidsrechter: Christopher Mason (JAM) |
| 14 oktober 2024 16:00 (UTC−4) |               |         |         | Stadion: Daren Sammy Cricket Ground, Gros Islet (Sint Lucia) Scheidsrechter: Christopher Mason (JAM) |
|                               |               |         |         | |

|                               |             |         |                                            | |
| 14 oktober 2024 19:00 (UTC−4) | Saint Lucia | 0 – 4   | Sint-Maarten                               | Stadion: Daren Sammy Cricket Ground, Gros Islet Toeschouwers: 1.121 Scheidsrechter: Michael Venne (CAN) |
| 14 oktober 2024 19:00 (UTC−4) |             | Verslag | 8' (pen.), 45+2' Lebon 26' Barakat 62'Arne | Stadion: Daren Sammy Cricket Ground, Gros Islet Toeschouwers: 1.121 Scheidsrechter: Michael Venne (CAN) |
| 14 oktober 2024 19:00 (UTC−4) |             |         |                                            | Stadion: Daren Sammy Cricket Ground, Gros Islet Toeschouwers: 1.121 Scheidsrechter: Michael Venne (CAN) |
| 14 oktober 2024 19:00 (UTC−4) |             |         |                                            | Stadion: Daren Sammy Cricket Ground, Gros Islet Toeschouwers: 1.121 Scheidsrechter: Michael Venne (CAN) |
|                               |             |         |                                            | |

|                                |             |         |                                                              |                                                                                        |
| 15 november 2024 16:00 (UTC−4) | Saint Lucia | 0 – 4   | Grenada                                                      | Stadion: Ergilio Hatostadion, Willemstad (Curaçao) Scheidsrechter: Shavin Greene (GUY) |
| 15 november 2024 16:00 (UTC−4) |             | Verslag | 50' Francis 56' Reg. Charles-Cook 74' Williams 86' Hippolyte | Stadion: Ergilio Hatostadion, Willemstad (Curaçao) Scheidsrechter: Shavin Greene (GUY) |
| 15 november 2024 16:00 (UTC−4) |             |         |                                                              | Stadion: Ergilio Hatostadion, Willemstad (Curaçao) Scheidsrechter: Shavin Greene (GUY) |
| 15 november 2024 16:00 (UTC−4) |             |         |                                                              | Stadion: Ergilio Hatostadion, Willemstad (Curaçao) Scheidsrechter: Shavin Greene (GUY) |
|                                |             |         |                                                              |                                                                                        |

|                                |              |         |                                                    |                                                                                       |
| 15 november 2024 19:00 (UTC−4) | Sint-Maarten | 0 – 5   | Curaçao                                            | Stadion: Ergilio Hatostadion, Willemstad (Curaçao) Scheidsrechter: Félix Mojica (NCA) |
| 15 november 2024 19:00 (UTC−4) |              | Verslag | 24', 34', 54', 80' Margaritha 78' (pen.) J. Bacuna | Stadion: Ergilio Hatostadion, Willemstad (Curaçao) Scheidsrechter: Félix Mojica (NCA) |
| 15 november 2024 19:00 (UTC−4) |              |         |                                                    | Stadion: Ergilio Hatostadion, Willemstad (Curaçao) Scheidsrechter: Félix Mojica (NCA) |
| 15 november 2024 19:00 (UTC−4) |              |         |                                                    | Stadion: Ergilio Hatostadion, Willemstad (Curaçao) Scheidsrechter: Félix Mojica (NCA) |
|                                |              |         |                                                    |                                                                                       |

|                                |         |         |                            |                                                                                        |
| 18 november 2024 16:00 (UTC−4) | Grenada | 0 – 3   | Sint-Maarten               | Stadion: Ergilio Hatostadion, Willemstad (Curaçao) Scheidsrechter: José Corporán (DOM) |
| 18 november 2024 16:00 (UTC−4) |         | Verslag | 39' Denis 87', 90+3' Lebon | Stadion: Ergilio Hatostadion, Willemstad (Curaçao) Scheidsrechter: José Corporán (DOM) |
| 18 november 2024 16:00 (UTC−4) |         |         |                            | Stadion: Ergilio Hatostadion, Willemstad (Curaçao) Scheidsrechter: José Corporán (DOM) |
| 18 november 2024 16:00 (UTC−4) |         |         |                            | Stadion: Ergilio Hatostadion, Willemstad (Curaçao) Scheidsrechter: José Corporán (DOM) |
|                                |         |         |                            |                                                                                        |

|                                |                                       |         |             |                                                                                   |
| 18 november 2024 19:00 (UTC−4) | Curaçao                               | 4 – 1   | Saint Lucia | Stadion: Ergilio Hatostadion, Willemstad Scheidsrechter: Fernando Hernández (MEX) |
| 18 november 2024 19:00 (UTC−4) | Kastaneer 27', 30' J. Bacuna 73', 79' | Verslag | 29' Charles | Stadion: Ergilio Hatostadion, Willemstad Scheidsrechter: Fernando Hernández (MEX) |
| 18 november 2024 19:00 (UTC−4) |                                       |         |             | Stadion: Ergilio Hatostadion, Willemstad Scheidsrechter: Fernando Hernández (MEX) |
| 18 november 2024 19:00 (UTC−4) |                                       |         |             | Stadion: Ergilio Hatostadion, Willemstad Scheidsrechter: Fernando Hernández (MEX) |
|                                |                                       |         |             |                                                                                   |

#### Groep C
| Pos | Team         | Wed | W | G | V | Ptn | DV | DT | +/− | Promotie, kwalificatie of degradatie |       | Vlag van Haïti | Vlag van Puerto Rico | Vlag van Sint Maarten | Vlag van Aruba |
| --- | ------------ | --- | - | - | - | --- | -- | -- | --- | ------------------------------------ | ----- | -------------- | -------------------- | --------------------- | -------------- |
| 1   | Haïti        | 6   | 6 | 0 | 0 | 18  | 29 | 5  | +24 | Divisie A en Gold Cup 2025           |       | —              | 3 – 0                | 6 – 0                 | 5 – 3          |
| 2   | Puerto Rico  | 6   | 3 | 0 | 3 | 9   | 11 | 12 | −1  |                                      |       | 1 – 4          | —                    | 2 – 1                 | 5 – 1          |
| 3   | Sint Maarten | 6   | 3 | 0 | 3 | 9   | 7  | 18 | −11 |                                      | 0 – 8 | 3 – 2          | —                    | 2 – 0                 |                |
| 4   | Aruba        | 6   | 0 | 0 | 6 | 0   | 5  | 17 | −12 | Divisie C                            |       | 1 – 3          | 0 – 1                | 0 – 1                 | —              |

|                                |                         |         |       |                                                                                               |
| 6 september 2024 17:00 (UTC−4) | Sint Maarten            | 2 – 0   | Aruba | Stadion: Mayagüez Atletiekstadion, Mayagüez (Puerto Rico) Scheidsrechter: Hakeem Harvey (SKN) |
| 6 september 2024 17:00 (UTC−4) | Lake 81' Olivacce 90+3' | Verslag |       | Stadion: Mayagüez Atletiekstadion, Mayagüez (Puerto Rico) Scheidsrechter: Hakeem Harvey (SKN) |
| 6 september 2024 17:00 (UTC−4) |                         |         |       | Stadion: Mayagüez Atletiekstadion, Mayagüez (Puerto Rico) Scheidsrechter: Hakeem Harvey (SKN) |
| 6 september 2024 17:00 (UTC−4) |                         |         |       | Stadion: Mayagüez Atletiekstadion, Mayagüez (Puerto Rico) Scheidsrechter: Hakeem Harvey (SKN) |
|                                |                         |         |       |                                                                                               |

|                                |             |         |                                                     |                                                                                             |
| 6 september 2024 20:00 (UTC−4) | Puerto Rico | 1 – 4   | Haïti                                               | Stadion: Mayagüez Atletiekstadion, Mayagüez (Puerto Rico) Scheidsrechter: Filip Dujic (CAN) |
| 6 september 2024 20:00 (UTC−4) | Díaz 29'    | Verslag | 51' Jean Jacques 60' Pierrot 76' Louicius 83' Nazon | Stadion: Mayagüez Atletiekstadion, Mayagüez (Puerto Rico) Scheidsrechter: Filip Dujic (CAN) |
| 6 september 2024 20:00 (UTC−4) |             |         |                                                     | Stadion: Mayagüez Atletiekstadion, Mayagüez (Puerto Rico) Scheidsrechter: Filip Dujic (CAN) |
| 6 september 2024 20:00 (UTC−4) |             |         |                                                     | Stadion: Mayagüez Atletiekstadion, Mayagüez (Puerto Rico) Scheidsrechter: Filip Dujic (CAN) |
|                                |             |         |                                                     |                                                                                             |

|                                |                                                      |         |              | |
| 9 september 2024 17:00 (UTC−4) | Haïti                                                | 6 – 0   | Sint Maarten | Stadion: Mayagüez Atletiekstadion, Mayagüez (Puerto Rico) Scheidsrechter: Carly Shaw-MacLaren (CAN) |
| 9 september 2024 17:00 (UTC−4) | Christopher 40' Nazon 59', 75', 82' Cantave 77', 85' | Verslag |              | Stadion: Mayagüez Atletiekstadion, Mayagüez (Puerto Rico) Scheidsrechter: Carly Shaw-MacLaren (CAN) |
| 9 september 2024 17:00 (UTC−4) |                                                      |         |              | Stadion: Mayagüez Atletiekstadion, Mayagüez (Puerto Rico) Scheidsrechter: Carly Shaw-MacLaren (CAN) |
| 9 september 2024 17:00 (UTC−4) |                                                      |         |              | Stadion: Mayagüez Atletiekstadion, Mayagüez (Puerto Rico) Scheidsrechter: Carly Shaw-MacLaren (CAN) |
|                                |                                                      |         |              | |

|                                |       |         |               |                                                                                              |
| 9 september 2024 20:00 (UTC−4) | Aruba | 0 – 1   | Puerto Rico   | Stadion: Mayagüez Atletiekstadion, Mayagüez (Puerto Rico) Scheidsrechter: Kimbell Ward (SKN) |
| 9 september 2024 20:00 (UTC−4) |       | Verslag | 73' Antonetti | Stadion: Mayagüez Atletiekstadion, Mayagüez (Puerto Rico) Scheidsrechter: Kimbell Ward (SKN) |
| 9 september 2024 20:00 (UTC−4) |       |         |               | Stadion: Mayagüez Atletiekstadion, Mayagüez (Puerto Rico) Scheidsrechter: Kimbell Ward (SKN) |
| 9 september 2024 20:00 (UTC−4) |       |         |               | Stadion: Mayagüez Atletiekstadion, Mayagüez (Puerto Rico) Scheidsrechter: Kimbell Ward (SKN) |
|                                |       |         |               |                                                                                              |

|                               |                  |         |                                   |                                                                            |
| 11 oktober 2024 20:00 (UTC−4) | Aruba            | 1 – 3   | Haïti                             | Stadion: Trinidadstadion, Oranjestad Scheidsrechter: Kwinsi Williams (TRI) |
| 11 oktober 2024 20:00 (UTC−4) | Perret Gentil 6' | Verslag | 30' Pierrot 38' (pen.), 61' Nazon | Stadion: Trinidadstadion, Oranjestad Scheidsrechter: Kwinsi Williams (TRI) |
| 11 oktober 2024 20:00 (UTC−4) |                  |         |                                   | Stadion: Trinidadstadion, Oranjestad Scheidsrechter: Kwinsi Williams (TRI) |
| 11 oktober 2024 20:00 (UTC−4) |                  |         |                                   | Stadion: Trinidadstadion, Oranjestad Scheidsrechter: Kwinsi Williams (TRI) |
|                               |                  |         |                                   |                                                                            |

|                               |                                     |         |                        |                                                                                    |
| 11 oktober 2024 16:00 (UTC−4) | Sint Maarten                        | 3 – 2   | Puerto Rico            | Stadion: Trinidadstadion, Oranjestad (Aruba) Scheidsrechter: Benjamín Pineda (CRC) |
| 11 oktober 2024 16:00 (UTC−4) | Amatkarijo 44', 85' (pen.) Kort 49' | Verslag | 2' Sulia 90+5' A. Díaz | Stadion: Trinidadstadion, Oranjestad (Aruba) Scheidsrechter: Benjamín Pineda (CRC) |
| 11 oktober 2024 16:00 (UTC−4) |                                     |         |                        | Stadion: Trinidadstadion, Oranjestad (Aruba) Scheidsrechter: Benjamín Pineda (CRC) |
| 11 oktober 2024 16:00 (UTC−4) |                                     |         |                        | Stadion: Trinidadstadion, Oranjestad (Aruba) Scheidsrechter: Benjamín Pineda (CRC) |
|                               |                                     |         |                        |                                                                                    |

|                               |                                                                               |         |                                        |                                                                                                  |
| 14 oktober 2024 20:00 (UTC−4) | Haïti                                                                         | 5 – 3   | Aruba                                  | Stadion: Trinidadstadion, Oranjestad (Aruba) Toeschouwers: 837 Scheidsrechter: David Gómez (CRC) |
| 14 oktober 2024 20:00 (UTC−4) | Jean Jacques 16' Louicius 42' Nazon 66' (pen.) Picault 76' Pierrot 89' (pen.) | Verslag | 14' (pen.), 20' Ostiana 78' Kruydenhof | Stadion: Trinidadstadion, Oranjestad (Aruba) Toeschouwers: 837 Scheidsrechter: David Gómez (CRC) |
| 14 oktober 2024 20:00 (UTC−4) |                                                                               |         |                                        | Stadion: Trinidadstadion, Oranjestad (Aruba) Toeschouwers: 837 Scheidsrechter: David Gómez (CRC) |
| 14 oktober 2024 20:00 (UTC−4) |                                                                               |         |                                        | Stadion: Trinidadstadion, Oranjestad (Aruba) Toeschouwers: 837 Scheidsrechter: David Gómez (CRC) |
|                               |                                                                               |         |                                        |                                                                                                  |

|                               |                                  |         |               |                                                                                                  |
| 14 oktober 2024 16:00 (UTC−4) | Puerto Rico                      | 2 – 1   | Sint Maarten  | Stadion: Trinidadstadion, Oranjestad (Aruba) Toeschouwers: 34 Scheidsrechter: Moeth Gaymes (VIN) |
| 14 oktober 2024 16:00 (UTC−4) | G. Díaz 45' R. Rivera 83' (pen.) | Verslag | 54' Christina | Stadion: Trinidadstadion, Oranjestad (Aruba) Toeschouwers: 34 Scheidsrechter: Moeth Gaymes (VIN) |
| 14 oktober 2024 16:00 (UTC−4) |                                  |         |               | Stadion: Trinidadstadion, Oranjestad (Aruba) Toeschouwers: 34 Scheidsrechter: Moeth Gaymes (VIN) |
| 14 oktober 2024 16:00 (UTC−4) |                                  |         |               | Stadion: Trinidadstadion, Oranjestad (Aruba) Toeschouwers: 34 Scheidsrechter: Moeth Gaymes (VIN) |
|                               |                                  |         |               |                                                                                                  |

|                                |                                                           |         |             |                                                                                   |
| 15 november 2024 18:00 (UTC−4) | Puerto Rico                                               | 5 – 1   | Aruba       | Stadion: Mayagüez Atletiekstadion, Mayagüez Scheidsrechter: Nicolas Wassouf (MTQ) |
| 15 november 2024 18:00 (UTC−4) | Rivera 8' Hernandez 23' Ríos 55' Servania 62' A. Díaz 81' | Verslag | 22' Jiménez | Stadion: Mayagüez Atletiekstadion, Mayagüez Scheidsrechter: Nicolas Wassouf (MTQ) |
| 15 november 2024 18:00 (UTC−4) |                                                           |         |             | Stadion: Mayagüez Atletiekstadion, Mayagüez Scheidsrechter: Nicolas Wassouf (MTQ) |
| 15 november 2024 18:00 (UTC−4) |                                                           |         |             | Stadion: Mayagüez Atletiekstadion, Mayagüez Scheidsrechter: Nicolas Wassouf (MTQ) |
|                                |                                                           |         |             |                                                                                   |

|                                |              |         |                                                                              |                                                                                                   |
| 15 november 2024 21:00 (UTC−4) | Sint Maarten | 0 – 8   | Haïti                                                                        | Stadion: Mayagüez Atletiekstadion, Mayagüez (Puerto Rico) Scheidsrechter: Norberto da Silva (CUW) |
| 15 november 2024 21:00 (UTC−4) |              | Verslag | 2' Attys 14', 25', 52' Pierrot 19' Lacroix 49', 58' (pen.) Nazon 67' Prunier | Stadion: Mayagüez Atletiekstadion, Mayagüez (Puerto Rico) Scheidsrechter: Norberto da Silva (CUW) |
| 15 november 2024 21:00 (UTC−4) |              |         |                                                                              | Stadion: Mayagüez Atletiekstadion, Mayagüez (Puerto Rico) Scheidsrechter: Norberto da Silva (CUW) |
| 15 november 2024 21:00 (UTC−4) |              |         |                                                                              | Stadion: Mayagüez Atletiekstadion, Mayagüez (Puerto Rico) Scheidsrechter: Norberto da Silva (CUW) |
|                                |              |         |                                                                              |                                                                                                   |

|                                |       |         |              |                                                                                                |
| 18 november 2024 18:00 (UTC−4) | Aruba | 0 – 1   | Sint Maarten | Stadion: Mayagüez Atletiekstadion, Mayagüez (Puerto Rico) Scheidsrechter: Fernando Morón (PAN) |
| 18 november 2024 18:00 (UTC−4) |       | Verslag | 90' Illidge  | Stadion: Mayagüez Atletiekstadion, Mayagüez (Puerto Rico) Scheidsrechter: Fernando Morón (PAN) |
| 18 november 2024 18:00 (UTC−4) |       |         |              | Stadion: Mayagüez Atletiekstadion, Mayagüez (Puerto Rico) Scheidsrechter: Fernando Morón (PAN) |
| 18 november 2024 18:00 (UTC−4) |       |         |              | Stadion: Mayagüez Atletiekstadion, Mayagüez (Puerto Rico) Scheidsrechter: Fernando Morón (PAN) |
|                                |       |         |              |                                                                                                |

|                                |                                    |         |             |                                                                                                |
| 18 november 2024 21:00 (UTC−4) | Haïti                              | 3 – 0   | Puerto Rico | Stadion: Mayagüez Atletiekstadion, Mayagüez (Puerto Rico) Scheidsrechter: Rubiel Vázquez (USA) |
| 18 november 2024 21:00 (UTC−4) | Attys 29' Louicius 53' Pierrot 70' | Verslag |             | Stadion: Mayagüez Atletiekstadion, Mayagüez (Puerto Rico) Scheidsrechter: Rubiel Vázquez (USA) |
| 18 november 2024 21:00 (UTC−4) |                                    |         |             | Stadion: Mayagüez Atletiekstadion, Mayagüez (Puerto Rico) Scheidsrechter: Rubiel Vázquez (USA) |
| 18 november 2024 21:00 (UTC−4) |                                    |         |             | Stadion: Mayagüez Atletiekstadion, Mayagüez (Puerto Rico) Scheidsrechter: Rubiel Vázquez (USA) |
|                                |                                    |         |             |                                                                                                |

#### Groep D
| Pos | Team                   | Wed | W | G | V | Ptn | DV | DT | +/− | Promotie, kwalificatie of degradatie |  | Vlag van Dominicaanse Republiek | Vlag van Bermuda | Vlag van Dominica | Vlag van Antigua en Barbuda |
| --- | ---------------------- | --- | - | - | - | --- | -- | -- | --- | ------------------------------------ |  | ------------------------------- | ---------------- | ----------------- | --------------------------- |
| 1   | Dominicaanse Republiek | 6   | 6 | 0 | 0 | 18  | 27 | 4  | +23 | Divisie A en Gold Cup 2025           |  | —                               | 6 – 1            | 2 – 0             | 5 – 0                       |
| 2   | Bermuda                | 6   | 4 | 0 | 2 | 12  | 15 | 13 | +2  | Gold Cup 2025 kwalificatietoernooi   |  | 2 – 3                           | —                | 3 – 2             | 2 – 1                       |
| 3   | Dominica               | 6   | 1 | 1 | 4 | 4   | 6  | 18 | −12 |                                      |  | 1 – 6                           | 1 – 6            | —                 | 2 – 1                       |
| 4   | Antigua en Barbuda     | 6   | 0 | 1 | 5 | 1   | 2  | 15 | −13 | Divisie C                            |  | 0 – 5                           | 0 – 1            | 0 – 0             | —                           |

|                                |                        |         |                                     |                                                                                                  |
| 7 september 2024 11:00 (UTC−4) | Bermuda                | 2 – 3   | Dominicaanse Republiek              | Stadion: ABFA Technical Center, Piggotts (Antigua en Barbuda) Scheidsrechter: Sanchez Bass (SKN) |
| 7 september 2024 11:00 (UTC−4) | Crichlow 17' Lambe 51' | Verslag | 35' Romero 62' Mörschel 84' Vásquez | Stadion: ABFA Technical Center, Piggotts (Antigua en Barbuda) Scheidsrechter: Sanchez Bass (SKN) |
| 7 september 2024 11:00 (UTC−4) |                        |         |                                     | Stadion: ABFA Technical Center, Piggotts (Antigua en Barbuda) Scheidsrechter: Sanchez Bass (SKN) |
| 7 september 2024 11:00 (UTC−4) |                        |         |                                     | Stadion: ABFA Technical Center, Piggotts (Antigua en Barbuda) Scheidsrechter: Sanchez Bass (SKN) |
|                                |                        |         |                                     |                                                                                                  |

|                                |                         |         |                    | |
| 7 september 2024 16:00 (UTC−4) | Dominica                | 2 – 1   | Antigua en Barbuda | Stadion: ABFA Technical Center, Piggotts (Antigua en Barbuda) Scheidsrechter: Odette Hamilton (JAM) |
| 7 september 2024 16:00 (UTC−4) | Bertrand 46' Joseph 57' | Verslag | 53' Stevens        | Stadion: ABFA Technical Center, Piggotts (Antigua en Barbuda) Scheidsrechter: Odette Hamilton (JAM) |
| 7 september 2024 16:00 (UTC−4) |                         |         |                    | Stadion: ABFA Technical Center, Piggotts (Antigua en Barbuda) Scheidsrechter: Odette Hamilton (JAM) |
| 7 september 2024 16:00 (UTC−4) |                         |         |                    | Stadion: ABFA Technical Center, Piggotts (Antigua en Barbuda) Scheidsrechter: Odette Hamilton (JAM) |
|                                |                         |         |                    | |

|                                 |                        |         |          | |
| 10 september 2024 11:00 (UTC−4) | Dominicaanse Republiek | 2 – 0   | Dominica | Stadion: ABFA Technical Center, Piggotts (Antigua en Barbuda) Scheidsrechter: Okeito Nicholson (JAM) |
| 10 september 2024 11:00 (UTC−4) | Vásquez 11' Romero 25' | Verslag |          | Stadion: ABFA Technical Center, Piggotts (Antigua en Barbuda) Scheidsrechter: Okeito Nicholson (JAM) |
| 10 september 2024 11:00 (UTC−4) |                        |         |          | Stadion: ABFA Technical Center, Piggotts (Antigua en Barbuda) Scheidsrechter: Okeito Nicholson (JAM) |
| 10 september 2024 11:00 (UTC−4) |                        |         |          | Stadion: ABFA Technical Center, Piggotts (Antigua en Barbuda) Scheidsrechter: Okeito Nicholson (JAM) |
|                                 |                        |         |          | |

|                                 |                    |         |              | |
| 10 september 2024 16:00 (UTC−4) | Antigua en Barbuda | 0 – 1   | Bermuda      | Stadion: ABFA Technical Center, Piggotts (Antigua en Barbuda) Scheidsrechter: Tristley Bassue (SKN) |
| 10 september 2024 16:00 (UTC−4) |                    | Verslag | 56' Crichlow | Stadion: ABFA Technical Center, Piggotts (Antigua en Barbuda) Scheidsrechter: Tristley Bassue (SKN) |
| 10 september 2024 16:00 (UTC−4) |                    |         |              | Stadion: ABFA Technical Center, Piggotts (Antigua en Barbuda) Scheidsrechter: Tristley Bassue (SKN) |
| 10 september 2024 16:00 (UTC−4) |                    |         |              | Stadion: ABFA Technical Center, Piggotts (Antigua en Barbuda) Scheidsrechter: Tristley Bassue (SKN) |
|                                 |                    |         |              | |

|                               |                    |         |                                                           |                                                                                        |
| 12 oktober 2024 14:30 (UTC−3) | Antigua en Barbuda | 0 – 5   | Dominicaanse Republiek                                    | Stadion: Nationaal Stadion, Devonshire (Bermuda) Scheidsrechter: Steven Madrigal (CRC) |
| 12 oktober 2024 14:30 (UTC−3) |                    | Verslag | 11' García 13' Romero 39' Vásquez 88', 90+2' (pen.) Firpo | Stadion: Nationaal Stadion, Devonshire (Bermuda) Scheidsrechter: Steven Madrigal (CRC) |
| 12 oktober 2024 14:30 (UTC−3) |                    |         |                                                           | Stadion: Nationaal Stadion, Devonshire (Bermuda) Scheidsrechter: Steven Madrigal (CRC) |
| 12 oktober 2024 14:30 (UTC−3) |                    |         |                                                           | Stadion: Nationaal Stadion, Devonshire (Bermuda) Scheidsrechter: Steven Madrigal (CRC) |
|                               |                    |         |                                                           |                                                                                        |

|                               |            |         |                                                        |                                                                                       |
| 12 oktober 2024 19:30 (UTC−3) | Dominica   | 1 – 6   | Bermuda                                                | Stadion: Nationaal Stadion, Devonshire (Bermuda) Scheidsrechter: Fernando Morón (PAN) |
| 12 oktober 2024 19:30 (UTC−3) | Joseph 61' | Verslag | 9', 18', 26' (pen.) Wells 49' Lewis 85' Scott 90' Bean | Stadion: Nationaal Stadion, Devonshire (Bermuda) Scheidsrechter: Fernando Morón (PAN) |
| 12 oktober 2024 19:30 (UTC−3) |            |         |                                                        | Stadion: Nationaal Stadion, Devonshire (Bermuda) Scheidsrechter: Fernando Morón (PAN) |
| 12 oktober 2024 19:30 (UTC−3) |            |         |                                                        | Stadion: Nationaal Stadion, Devonshire (Bermuda) Scheidsrechter: Fernando Morón (PAN) |
|                               |            |         |                                                        |                                                                                       |

|                               |                                                                    |         |                    |                                                                                          |
| 15 oktober 2024 14:30 (UTC−3) | Dominicaanse Republiek                                             | 5 – 0   | Antigua en Barbuda | Stadion: Nationaal Stadion, Devonshire (Bermuda) Scheidsrechter: Cristopher Corado (GUA) |
| 15 oktober 2024 14:30 (UTC−3) | de Lucas 14' Mörschel 35' Romero 45+1' (pen.) Firpo 52' García 75' | Verslag |                    | Stadion: Nationaal Stadion, Devonshire (Bermuda) Scheidsrechter: Cristopher Corado (GUA) |
| 15 oktober 2024 14:30 (UTC−3) |                                                                    |         |                    | Stadion: Nationaal Stadion, Devonshire (Bermuda) Scheidsrechter: Cristopher Corado (GUA) |
| 15 oktober 2024 14:30 (UTC−3) |                                                                    |         |                    | Stadion: Nationaal Stadion, Devonshire (Bermuda) Scheidsrechter: Cristopher Corado (GUA) |
|                               |                                                                    |         |                    |                                                                                          |

|                               |                                     |         |                              |                                                                           |
| 15 oktober 2024 19:30 (UTC−3) | Bermuda                             | 3 – 2   | Dominica                     | Stadion: Nationaal Stadion, Devonshire Scheidsrechter: Josué Ugalde (CRC) |
| 15 oktober 2024 19:30 (UTC−3) | Bredas 37' (e.d.) Hall 45' Bean 67' | Verslag | 50' Jules 59' (pen.) Laville | Stadion: Nationaal Stadion, Devonshire Scheidsrechter: Josué Ugalde (CRC) |
| 15 oktober 2024 19:30 (UTC−3) |                                     |         |                              | Stadion: Nationaal Stadion, Devonshire Scheidsrechter: Josué Ugalde (CRC) |
| 15 oktober 2024 19:30 (UTC−3) |                                     |         |                              | Stadion: Nationaal Stadion, Devonshire Scheidsrechter: Josué Ugalde (CRC) |
|                               |                                     |         |                              |                                                                           |

|                                |                          |         |                    |                                                                                               |
| 16 november 2024 17:00 (UTC−4) | Bermuda                  | 2 – 1   | Antigua en Barbuda | Stadion: Estadio Cibao, Santiago (Dominicaanse Republiek) Scheidsrechter: Timothy Derry (TRI) |
| 16 november 2024 17:00 (UTC−4) | Drew 8' (e.d.) Lambe 48' | Verslag | 69' Massicot       | Stadion: Estadio Cibao, Santiago (Dominicaanse Republiek) Scheidsrechter: Timothy Derry (TRI) |
| 16 november 2024 17:00 (UTC−4) |                          |         |                    | Stadion: Estadio Cibao, Santiago (Dominicaanse Republiek) Scheidsrechter: Timothy Derry (TRI) |
| 16 november 2024 17:00 (UTC−4) |                          |         |                    | Stadion: Estadio Cibao, Santiago (Dominicaanse Republiek) Scheidsrechter: Timothy Derry (TRI) |
|                                |                          |         |                    |                                                                                               |

|                                |            |         |                                                                  |                                                                                                |
| 16 november 2024 20:00 (UTC−4) | Dominica   | 1 – 6   | Dominicaanse Republiek                                           | Stadion: Estadio Cibao, Santiago (Dominicaanse Republiek) Scheidsrechter: Nelson Salgado (HON) |
| 16 november 2024 20:00 (UTC−4) | Joseph 30' | Verslag | 13', 65' Romero 37', 49' Mörschel 68' Mata 90+5' (pen.) Paniagua | Stadion: Estadio Cibao, Santiago (Dominicaanse Republiek) Scheidsrechter: Nelson Salgado (HON) |
| 16 november 2024 20:00 (UTC−4) |            |         |                                                                  | Stadion: Estadio Cibao, Santiago (Dominicaanse Republiek) Scheidsrechter: Nelson Salgado (HON) |
| 16 november 2024 20:00 (UTC−4) |            |         |                                                                  | Stadion: Estadio Cibao, Santiago (Dominicaanse Republiek) Scheidsrechter: Nelson Salgado (HON) |
|                                |            |         |                                                                  |                                                                                                |

|                                |                                                       |         |               |                                                                             |
| 19 november 2024 17:00 (UTC−4) | Dominicaanse Republiek                                | 6 – 1   | Bermuda       | Stadion: Estadio Cibao, Santiago Scheidsrechter: José García Meléndez (SLV) |
| 19 november 2024 17:00 (UTC−4) | Romero 33', 69', 90', 90+4' J. López 75' Mörschel 87' | Verslag | 45+2' Parfitt | Stadion: Estadio Cibao, Santiago Scheidsrechter: José García Meléndez (SLV) |
| 19 november 2024 17:00 (UTC−4) |                                                       |         |               | Stadion: Estadio Cibao, Santiago Scheidsrechter: José García Meléndez (SLV) |
| 19 november 2024 17:00 (UTC−4) |                                                       |         |               | Stadion: Estadio Cibao, Santiago Scheidsrechter: José García Meléndez (SLV) |
|                                |                                                       |         |               |                                                                             |

|                                |                    |       |          |                                                                                               |
| 19 november 2024 20:00 (UTC−4) | Antigua en Barbuda | 0 – 0 | Dominica | Stadion: Estadio Cibao, Santiago (Dominicaanse Republiek) Scheidsrechter: Timothy Derry (TRI) |
| 19 november 2024 20:00 (UTC−4) | Verslag            |       |          | Stadion: Estadio Cibao, Santiago (Dominicaanse Republiek) Scheidsrechter: Timothy Derry (TRI) |
| 19 november 2024 20:00 (UTC−4) |                    |       |          | Stadion: Estadio Cibao, Santiago (Dominicaanse Republiek) Scheidsrechter: Timothy Derry (TRI) |
| 19 november 2024 20:00 (UTC−4) |                    |       |          | Stadion: Estadio Cibao, Santiago (Dominicaanse Republiek) Scheidsrechter: Timothy Derry (TRI) |
|                                |                    |       |          |                                                                                               |

### Divisie C

#### Groep A
| Pos | Team                        | Wed | W | G | V | Ptn | DV | DT | +/− | Promotie of kwalificatie |  | Vlag van Barbados | Vlag van Bahama's | Vlag van Amerikaanse Maagdeneilanden |
| --- | --------------------------- | --- | - | - | - | --- | -- | -- | --- | ------------------------ |  | ----------------- | ----------------- | ------------------------------------ |
| 1   | Barbados                    | 4   | 4 | 0 | 0 | 12  | 17 | 4  | +13 | Divisie B en play-off    |  | —                 | 6 – 2             | 3 – 0                                |
| 2   | Bahama's                    | 4   | 1 | 1 | 2 | 4   | 10 | 13 | −3  | nummers 2                |  | 2 – 3             | —                 | 3 – 1                                |
| 3   | Amerikaanse Maagdeneilanden | 4   | 0 | 1 | 3 | 1   | 4  | 14 | −10 |                          |  | 0 − 5             | 3 – 3             | —                                    |

|                                |                                           |         |                                             |                                                                                          |
| 4 september 2024 16:00 (UTC−4) | Amer. Maagdeneilanden                     | 3 – 3   | Bahama's                                    | Stadion: Bethlehem Voetbalstadion, Christiansted Scheidsrechter: Jefferson Escobar (HON) |
| 4 september 2024 16:00 (UTC−4) | Henry 27' Joseph 77' Catone-Highfield 86' | Verslag | 2' (pen.) St. Fleur 37' Julmis 58' Adderley | Stadion: Bethlehem Voetbalstadion, Christiansted Scheidsrechter: Jefferson Escobar (HON) |
| 4 september 2024 16:00 (UTC−4) |                                           |         |                                             | Stadion: Bethlehem Voetbalstadion, Christiansted Scheidsrechter: Jefferson Escobar (HON) |
| 4 september 2024 16:00 (UTC−4) |                                           |         |                                             | Stadion: Bethlehem Voetbalstadion, Christiansted Scheidsrechter: Jefferson Escobar (HON) |
|                                |                                           |         |                                             |                                                                                          |

|                                |                   |         |                                               | |
| 7 september 2024 16:00 (UTC−4) | Bahama's          | 2 – 3   | Barbados                                      | Stadion: Bethlehem Voetbalstadion, Christiansted (Amer. Maagdeneilanden) Scheidsrechter: Shavin Greene (GUY) |
| 7 september 2024 16:00 (UTC−4) | Adderley 42', 66' | Verslag | 10' Applewhite 80' Taylor 82' An. Applewhaite | Stadion: Bethlehem Voetbalstadion, Christiansted (Amer. Maagdeneilanden) Scheidsrechter: Shavin Greene (GUY) |
| 7 september 2024 16:00 (UTC−4) |                   |         |                                               | Stadion: Bethlehem Voetbalstadion, Christiansted (Amer. Maagdeneilanden) Scheidsrechter: Shavin Greene (GUY) |
| 7 september 2024 16:00 (UTC−4) |                   |         |                                               | Stadion: Bethlehem Voetbalstadion, Christiansted (Amer. Maagdeneilanden) Scheidsrechter: Shavin Greene (GUY) |
|                                |                   |         |                                               | |

|                                 |                                     |         |                       | |
| 10 september 2024 16:00 (UTC−4) | Barbados                            | 3 – 0   | Amer. Maagdeneilanden | Stadion: Bethlehem Voetbalstadion, Christiansted (Amer. Maagdeneilanden) Scheidsrechter: Sergio Rozenhout (SUR) |
| 10 september 2024 16:00 (UTC−4) | Hinkson 15' Reid-Stephen 86', 90+3' | Verslag |                       | Stadion: Bethlehem Voetbalstadion, Christiansted (Amer. Maagdeneilanden) Scheidsrechter: Sergio Rozenhout (SUR) |
| 10 september 2024 16:00 (UTC−4) |                                     |         |                       | Stadion: Bethlehem Voetbalstadion, Christiansted (Amer. Maagdeneilanden) Scheidsrechter: Sergio Rozenhout (SUR) |
| 10 september 2024 16:00 (UTC−4) |                                     |         |                       | Stadion: Bethlehem Voetbalstadion, Christiansted (Amer. Maagdeneilanden) Scheidsrechter: Sergio Rozenhout (SUR) |
|                                 |                                     |         |                       | |

|                              |                       |         |                                                                |                                                                                   |
| 9 oktober 2024 20:00 (UTC−4) | Amer. Maagdeneilanden | 0 – 5   | Barbados                                                       | Stadion: Wildey Turf, Bridgetown (Barbados) Scheidsrechter: José Valladares (HON) |
| 9 oktober 2024 20:00 (UTC−4) |                       | Verslag | 42' Holligan 45+2' (pen.), 47', 65' Reid-Stephen 90+2' Leacock | Stadion: Wildey Turf, Bridgetown (Barbados) Scheidsrechter: José Valladares (HON) |
| 9 oktober 2024 20:00 (UTC−4) |                       |         |                                                                | Stadion: Wildey Turf, Bridgetown (Barbados) Scheidsrechter: José Valladares (HON) |
| 9 oktober 2024 20:00 (UTC−4) |                       |         |                                                                | Stadion: Wildey Turf, Bridgetown (Barbados) Scheidsrechter: José Valladares (HON) |
|                              |                       |         |                                                                |                                                                                   |

|                               |                            |         |                       |                                                                                   |
| 12 oktober 2024 20:00 (UTC−4) | Bahama's                   | 3 – 1   | Amer. Maagdeneilanden | Stadion: Wildey Turf, Bridgetown (Barbados) Scheidsrechter: Benjamin Whitty (CAY) |
| 12 oktober 2024 20:00 (UTC−4) | Adderley 13', 23' Bain 30' | Verslag | 69' Edgar             | Stadion: Wildey Turf, Bridgetown (Barbados) Scheidsrechter: Benjamin Whitty (CAY) |
| 12 oktober 2024 20:00 (UTC−4) |                            |         |                       | Stadion: Wildey Turf, Bridgetown (Barbados) Scheidsrechter: Benjamin Whitty (CAY) |
| 12 oktober 2024 20:00 (UTC−4) |                            |         |                       | Stadion: Wildey Turf, Bridgetown (Barbados) Scheidsrechter: Benjamin Whitty (CAY) |
|                               |                            |         |                       |                                                                                   |

|                               |                                                                        |         |                                   |                                                                        |
| 15 oktober 2024 20:00 (UTC−4) | Barbados                                                               | 6 – 2   | Bahama's                          | Stadion: Wildey Turf, Bridgetown Scheidsrechter: Micheal Akangou (CAY) |
| 15 oktober 2024 20:00 (UTC−4) | Applewhaite 8', 52' Reid-Stephen 14' (pen.) Hoyte 26', 64' Leacock 47' | Verslag | 6' Adderley 43' (e.d.) Brathwaite | Stadion: Wildey Turf, Bridgetown Scheidsrechter: Micheal Akangou (CAY) |
| 15 oktober 2024 20:00 (UTC−4) |                                                                        |         |                                   | Stadion: Wildey Turf, Bridgetown Scheidsrechter: Micheal Akangou (CAY) |
| 15 oktober 2024 20:00 (UTC−4) |                                                                        |         |                                   | Stadion: Wildey Turf, Bridgetown Scheidsrechter: Micheal Akangou (CAY) |
|                               |                                                                        |         |                                   |                                                                        |

#### Groep B
| Pos | Team                     | Wed | W | G | V | Ptn | DV | DT | +/− | Promotie of kwalificatie |  | Vlag van Belize | Vlag van Anguilla | Vlag van Turks- en Caicoseilanden |
| --- | ------------------------ | --- | - | - | - | --- | -- | -- | --- | ------------------------ |  | --------------- | ----------------- | --------------------------------- |
| 1   | Belize                   | 4   | 4 | 0 | 0 | 12  | 9  | 0  | +9  | Divisie B en play-off    |  | —               | 1 – 0             | 3 – 0                             |
| 2   | Anguilla                 | 4   | 1 | 0 | 3 | 3   | 3  | 4  | −1  | nummers 2                |  | 0 – 1           | —                 | 2 – 0                             |
| 3   | Turks- en Caicoseilanden | 4   | 1 | 0 | 3 | 3   | 2  | 10 | −8  |                          |  | 0 – 4           | 2 – 1             | —                                 |

|                                |                          |         |                          | |
| 4 september 2024 15:00 (UTC−4) | Anguilla                 | 2 – 0   | Turks- en Caicoseilanden | Stadion: TCIFA National Academy, Providenciales (Turks- en Caicoseilanden) Scheidsrechter: José Fuentes (GUA) |
| 4 september 2024 15:00 (UTC−4) | Hughes 57' Carpenter 74' | Verslag |                          | Stadion: TCIFA National Academy, Providenciales (Turks- en Caicoseilanden) Scheidsrechter: José Fuentes (GUA) |
| 4 september 2024 15:00 (UTC−4) |                          |         |                          | Stadion: TCIFA National Academy, Providenciales (Turks- en Caicoseilanden) Scheidsrechter: José Fuentes (GUA) |
| 4 september 2024 15:00 (UTC−4) |                          |         |                          | Stadion: TCIFA National Academy, Providenciales (Turks- en Caicoseilanden) Scheidsrechter: José Fuentes (GUA) |
|                                |                          |         |                          | |

|                                |                          |         |                                            |                                                                                    |
| 7 september 2024 15:00 (UTC−4) | Turks- en Caicoseilanden | 0 – 4   | Belize                                     | Stadion: TCIFA National Academy, Providenciales Scheidsrechter: Cleon Culley (BAR) |
| 7 september 2024 15:00 (UTC−4) |                          | Verslag | 12' Velásquez 43', 73' Polanco 66' Palacio | Stadion: TCIFA National Academy, Providenciales Scheidsrechter: Cleon Culley (BAR) |
| 7 september 2024 15:00 (UTC−4) |                          |         |                                            | Stadion: TCIFA National Academy, Providenciales Scheidsrechter: Cleon Culley (BAR) |
| 7 september 2024 15:00 (UTC−4) |                          |         |                                            | Stadion: TCIFA National Academy, Providenciales Scheidsrechter: Cleon Culley (BAR) |
|                                |                          |         |                                            |                                                                                    |

|                                 |             |         |          | |
| 10 september 2024 15:00 (UTC−4) | Belize      | 1 – 0   | Anguilla | Stadion: TCIFA National Academy, Providenciales (Turks- en Caicoseilanden) Scheidsrechter: Steffon Dewar (JAM) |
| 10 september 2024 15:00 (UTC−4) | Polanco 27' | Verslag |          | Stadion: TCIFA National Academy, Providenciales (Turks- en Caicoseilanden) Scheidsrechter: Steffon Dewar (JAM) |
| 10 september 2024 15:00 (UTC−4) |             |         |          | Stadion: TCIFA National Academy, Providenciales (Turks- en Caicoseilanden) Scheidsrechter: Steffon Dewar (JAM) |
| 10 september 2024 15:00 (UTC−4) |             |         |          | Stadion: TCIFA National Academy, Providenciales (Turks- en Caicoseilanden) Scheidsrechter: Steffon Dewar (JAM) |
|                                 |             |         |          | |

|                              |          |         |               |                                                                        |
| 9 oktober 2024 20:00 (UTC−6) | Anguilla | 0 – 1   | Belize        | Stadion: FFB Field, Belmopan (Belize) Scheidsrechter: Ray Torres (PUR) |
| 9 oktober 2024 20:00 (UTC−6) |          | Verslag | 56' Velasquez | Stadion: FFB Field, Belmopan (Belize) Scheidsrechter: Ray Torres (PUR) |
| 9 oktober 2024 20:00 (UTC−6) |          |         |               | Stadion: FFB Field, Belmopan (Belize) Scheidsrechter: Ray Torres (PUR) |
| 9 oktober 2024 20:00 (UTC−6) |          |         |               | Stadion: FFB Field, Belmopan (Belize) Scheidsrechter: Ray Torres (PUR) |
|                              |          |         |               |                                                                        |

|                               |                               |         |               |                                                                               |
| 12 oktober 2024 20:00 (UTC−6) | Turks- en Caicoseilanden      | 2 – 1   | Anguilla      | Stadion: FFB Field, Belmopan (Belize) Scheidsrechter: Ekaterina Korolev (USA) |
| 12 oktober 2024 20:00 (UTC−6) | Martin 3' Jerome 90+5' (pen.) | Verslag | 59' Carpenter | Stadion: FFB Field, Belmopan (Belize) Scheidsrechter: Ekaterina Korolev (USA) |
| 12 oktober 2024 20:00 (UTC−6) |                               |         |               | Stadion: FFB Field, Belmopan (Belize) Scheidsrechter: Ekaterina Korolev (USA) |
| 12 oktober 2024 20:00 (UTC−6) |                               |         |               | Stadion: FFB Field, Belmopan (Belize) Scheidsrechter: Ekaterina Korolev (USA) |
|                               |                               |         |               |                                                                               |

|                               |                                     |         |                          |                                                                 |
| 15 oktober 2024 20:00 (UTC−6) | Belize                              | 3 – 0   | Turks- en Caicoseilanden | Stadion: FFB Field, Belmopan Scheidsrechter: Victor Rivas (USA) |
| 15 oktober 2024 20:00 (UTC−6) | Polanco 28' Hernández 40' Lopez 57' | Verslag |                          | Stadion: FFB Field, Belmopan Scheidsrechter: Victor Rivas (USA) |
| 15 oktober 2024 20:00 (UTC−6) |                                     |         |                          | Stadion: FFB Field, Belmopan Scheidsrechter: Victor Rivas (USA) |
| 15 oktober 2024 20:00 (UTC−6) |                                     |         |                          | Stadion: FFB Field, Belmopan Scheidsrechter: Victor Rivas (USA) |
|                               |                                     |         |                          |                                                                 |

#### Groep C
| Pos | Team                   | Wed | W | G | V | Ptn | DV | DT | +/− | Promotie of kwalificatie |  | Vlag van Saint Kitts en Nevis | Vlag van Kaaimaneilanden | Vlag van Britse Maagdeneilanden |
| --- | ---------------------- | --- | - | - | - | --- | -- | -- | --- | ------------------------ |  | ----------------------------- | ------------------------ | ------------------------------- |
| 1   | Saint Kitts en Nevis   | 4   | 3 | 1 | 0 | 10  | 10 | 3  | +7  | Divisie B en play-off    |  | —                             | 1 – 1                    | 2 – 0                           |
| 2   | Kaaimaneilanden        | 4   | 2 | 1 | 1 | 7   | 4  | 5  | −1  | Divisie B en play-off    |  | 1 – 4                         | —                        | 1 – 0                           |
| 3   | Britse Maagdeneilanden | 4   | 0 | 0 | 4 | 0   | 1  | 7  | −6  |                          |  | 1 – 3                         | 0 – 1                    | —                               |

|                                |                        |         |                 | |
| 4 september 2024 15:30 (UTC−5) | Britse Maagdeneilanden | 0 – 1   | Kaaimaneilanden | Stadion: Truman Boddensportcomplex, George Town (Kaaimaneilanden) Scheidsrechter: Jonathan Leiton (CRC) |
| 4 september 2024 15:30 (UTC−5) |                        | Verslag | 84' Seymour     | Stadion: Truman Boddensportcomplex, George Town (Kaaimaneilanden) Scheidsrechter: Jonathan Leiton (CRC) |
| 4 september 2024 15:30 (UTC−5) |                        |         |                 | Stadion: Truman Boddensportcomplex, George Town (Kaaimaneilanden) Scheidsrechter: Jonathan Leiton (CRC) |
| 4 september 2024 15:30 (UTC−5) |                        |         |                 | Stadion: Truman Boddensportcomplex, George Town (Kaaimaneilanden) Scheidsrechter: Jonathan Leiton (CRC) |
|                                |                        |         |                 | |

|                                |                 |         |                                          |                                                                                    |
| 7 september 2024 15:30 (UTC−5) | Kaaimaneilanden | 1 – 4   | Saint Kitts en Nevis                     | Stadion: Truman Boddensportcomplex, George Town Scheidsrechter: Moeth Gaymes (VIN) |
| 7 september 2024 15:30 (UTC−5) | Duval 51'       | Verslag | 10' Rogers 19', 37' Williams 72' Stephen | Stadion: Truman Boddensportcomplex, George Town Scheidsrechter: Moeth Gaymes (VIN) |
| 7 september 2024 15:30 (UTC−5) |                 |         |                                          | Stadion: Truman Boddensportcomplex, George Town Scheidsrechter: Moeth Gaymes (VIN) |
| 7 september 2024 15:30 (UTC−5) |                 |         |                                          | Stadion: Truman Boddensportcomplex, George Town Scheidsrechter: Moeth Gaymes (VIN) |
|                                |                 |         |                                          |                                                                                    |

|                                 |                      |         |                        | |
| 10 september 2024 15:30 (UTC−5) | Saint Kitts en Nevis | 2 – 0   | Britse Maagdeneilanden | Stadion: Truman Boddensportcomplex, George Town (Kaaimaneilanden) Scheidsrechter: Andrew Samuel (PUR) |
| 10 september 2024 15:30 (UTC−5) | Williams 11', 64'    | Verslag |                        | Stadion: Truman Boddensportcomplex, George Town (Kaaimaneilanden) Scheidsrechter: Andrew Samuel (PUR) |
| 10 september 2024 15:30 (UTC−5) |                      |         |                        | Stadion: Truman Boddensportcomplex, George Town (Kaaimaneilanden) Scheidsrechter: Andrew Samuel (PUR) |
| 10 september 2024 15:30 (UTC−5) |                      |         |                        | Stadion: Truman Boddensportcomplex, George Town (Kaaimaneilanden) Scheidsrechter: Andrew Samuel (PUR) |
|                                 |                      |         |                        | |

|                              |                        |         |                                                |                                                                                             |
| 9 oktober 2024 15:30 (UTC−4) | Britse Maagdeneilanden | 1 – 3   | Saint Kitts en Nevis                           | Stadion: Warner Park, Basseterre (Saint Kitts en Nevis) Scheidsrechter: Vimarest Díaz (DOM) |
| 9 oktober 2024 15:30 (UTC−4) | Javier 46'             | Verslag | 25' Roberts 37' Amory 90+5' (e.d.) I. Williams | Stadion: Warner Park, Basseterre (Saint Kitts en Nevis) Scheidsrechter: Vimarest Díaz (DOM) |
| 9 oktober 2024 15:30 (UTC−4) |                        |         |                                                | Stadion: Warner Park, Basseterre (Saint Kitts en Nevis) Scheidsrechter: Vimarest Díaz (DOM) |
| 9 oktober 2024 15:30 (UTC−4) |                        |         |                                                | Stadion: Warner Park, Basseterre (Saint Kitts en Nevis) Scheidsrechter: Vimarest Díaz (DOM) |
|                              |                        |         |                                                |                                                                                             |

|                               |                 |         |                        |                                                                                                |
| 12 oktober 2024 15:30 (UTC−4) | Kaaimaneilanden | 1 – 0   | Britse Maagdeneilanden | Stadion: Warner Park, Basseterre (Saint Kitts en Nevis) Scheidsrechter: Ricangel De Leça (ARU) |
| 12 oktober 2024 15:30 (UTC−4) | Douglas 69'     | Verslag |                        | Stadion: Warner Park, Basseterre (Saint Kitts en Nevis) Scheidsrechter: Ricangel De Leça (ARU) |
| 12 oktober 2024 15:30 (UTC−4) |                 |         |                        | Stadion: Warner Park, Basseterre (Saint Kitts en Nevis) Scheidsrechter: Ricangel De Leça (ARU) |
| 12 oktober 2024 15:30 (UTC−4) |                 |         |                        | Stadion: Warner Park, Basseterre (Saint Kitts en Nevis) Scheidsrechter: Ricangel De Leça (ARU) |
|                               |                 |         |                        |                                                                                                |

|                               |                       |         |                 |                                                                      |
| 15 oktober 2024 15:30 (UTC−4) | Saint Kitts en Nevis  | 1 – 1   | Kaaimaneilanden | Stadion: Warner Park, Basseterre Scheidsrechter: Shekiel Jokil (SUR) |
| 15 oktober 2024 15:30 (UTC−4) | Campbell 90+9' (e.d.) | Verslag | 61' Scott       | Stadion: Warner Park, Basseterre Scheidsrechter: Shekiel Jokil (SUR) |
| 15 oktober 2024 15:30 (UTC−4) |                       |         |                 | Stadion: Warner Park, Basseterre Scheidsrechter: Shekiel Jokil (SUR) |
| 15 oktober 2024 15:30 (UTC−4) |                       |         |                 | Stadion: Warner Park, Basseterre Scheidsrechter: Shekiel Jokil (SUR) |
|                               |                       |         |                 |                                                                      |

### Ranking nummers 2
| Pos | Grp | Team                | Wed | W | G | V | Ptn | DV | DT | +/− | Promotie              |
| --- | --- | ------------------- | --- | - | - | - | --- | -- | -- | --- | --------------------- |
| 1   | C   | Kaaimaneilanden (P) | 4   | 2 | 1 | 1 | 7   | 4  | 5  | −1  | Divisie B en play-off |
| 2   | A   | Bahama's            | 4   | 1 | 1 | 2 | 4   | 10 | 13 | −3  |                       |
| 3   | B   | Anguilla            | 4   | 1 | 0 | 3 | 3   | 3  | 4  | −1  |                       |